# Dion (Makedonien)

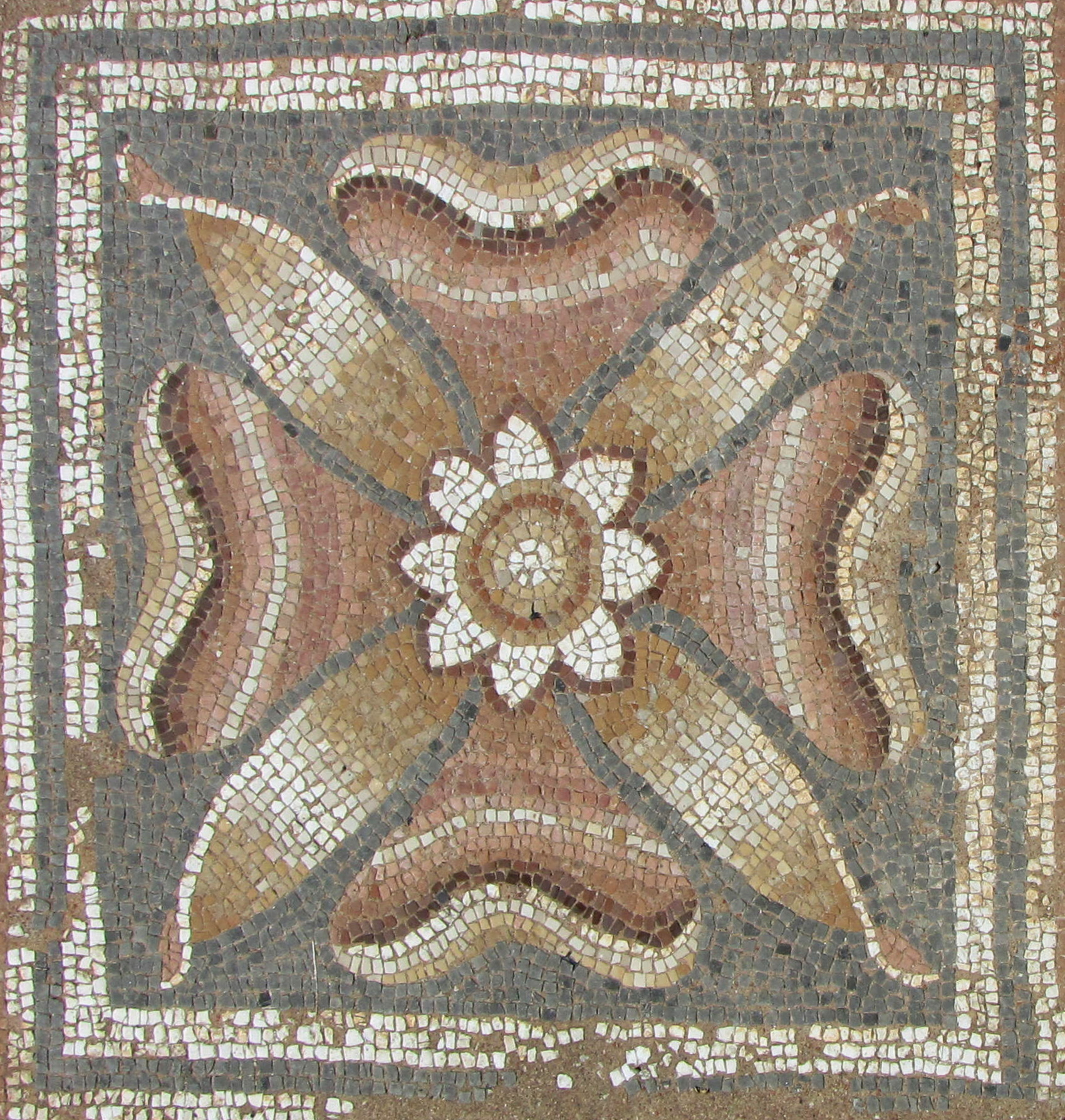
Mosaik im Badebereich der großen Thermen

Dion war eine antike Stadt in der Landschaft Makedonien und lag im Kernland des gleichnamigen antiken Königreichs Makedonien. Noch vor Leibethra, Methone, Makrygialos, Pydna, Louloudies und dem makedonischen Gräbern von Katerini und Korinos ist Dion die wichtigste Ausgrabungsstätte in der makedonischen Landschaft Pieria und herausragender Vertreter für die Geschichte und Archäologie Pierias.
Nach der Blütezeit ab dem 4. Jahrhundert v. Chr. als religiöses Zentrum des Königreichs Makedonien gelangte Dion Mitte des 2. Jahrhunderts v. Chr. unter römische Herrschaft, wurde um 30 v. Chr. unter Augustus als Colonia Iulia Augusta Diensis römische Kolonie und während der Spätantike Bischofssitz, anschließend verlor die Stadt zunehmend an Bedeutung.
In einem weiträumigen Areal unmittelbar östlich des modernen Ortes Dion wurden Heiligtümer und Bauwerke aus der hellenistischen, der römischen und der byzantinischen Periode gefunden. Viele dieser Befunde sind konserviert und im Archäologischen Park Dion (griechisch Αρχαιολογικό Πάρκο Δίου Archeologikó Párko Díou) zugänglich. Funde der Ausgrabungen werden im Archäologischen Museum Dion präsentiert.

## Lage
Dion liegt in Griechenland am nordöstlichen Rand des Olymp. Es ist fünf Kilometer vom Meer, 15 Kilometer von Katerini und 17 Kilometer vom antiken Leibethra entfernt. Zu hellenistischer Zeit betrug die Entfernung zum Meer lediglich 1,5 Kilometer. Dion ist durch den einst schiffbaren Fluss Vaphyras mit dem Thermäischen Golf verbunden.

## Mythologie
Der römerzeitliche Reiseschriftsteller Pausanias erwähnt Dion als einen der Orte, an denen Orpheus gelebt haben soll.

## Geschichte
Bisherige archäologische Befunde und schriftliche Quellen belegen die Existenz von Dion im 5. Jahrhundert v. Chr. Thukydides erwähnte Dion erstmals in der Bedeutung ‚Stadt‘ (πόλισμα) unter der Herrschaft von Perdikkas II., als der spartanische Feldherr Brasidas auf seinem Marsch aus Thessalien (Tempe) kommend Makedonien im Sommer 424 v. Chr. während des Peloponnesischen Krieges erreichte. Unter Perdikkas’ Sohn Archelaos I. begründeten die Einführung makedonischer Spiele mit athletischen Wettkämpfen und musischen Wettbewerben zu Ehren des Zeus und der neun Musen den Aufstieg zum religiösen Zentrum der Makedonen. Die Könige empfingen bei den Festlichkeiten ausländische Besucher und feierten mit ihrem Hofstaat. Später feierte hier Philipp II. den Sieg über Olynth. Vor dem Alexanderzug opferte sein Sohn Alexander der Große den Göttern und ließ ein neuntägiges Fest ausrichten. Später ließ er von dem angesehenen Bildhauer Lysipp 25 Bronzestatuen der in der Schlacht am Granikos gefallenen Reiter errichten und im Zeus-Olympios-Heiligtum aufstellen.
Durch ihre Lage im Süden Makedoniens war Dion eine strategisch bedeutsame Stadt und ermöglichte die Kontrolle über den damals etwa 1,5 km schmalen Küstenstreifen und der Wege vom Tempetal im Süden über Herakleion und Pydna weiter nordwärts nach Veria und bis nach Pella, der antiken Hauptstadt Makedoniens, sowie der Bergpässe zwischen Makedonien und Thessalien von Osten nach Westen. Allerdings mangelte es an einer natürlichen Befestigung, lediglich der damals schiffbare Fluss Vaphyras verlief östlich der Stadt und bildete in der Küstenebene zum Thermaischen Golf hin ein Sumpfgebiet. Unter Kassander entstand zum Ende des 4. Jahrhunderts v. Chr. und dem Beginn des 3. Jahrhunderts v. Chr. eine der wenigen neugegründeten hellenistischen Städte mit einem rechtwinkligen Befestigungsgrundriss. In Verbindung mit dem Bau der starken Stadtbefestigung mit Wehrtürmen in regelmäßigen Abständen wurde das Straßennetz neu angelegt und Monumentalbauten errichtet. Für das Fundament der Wehrmauer fand Konglomerat des nahen Olymp Verwendung. Die Hauptstraßen sind direkt an die Stadttore angeschlossen. Die rechteckige Neuanlage mit einem Umfang von mehr als 2600 Metern umfasste eine Stadtfläche von 43 Hektar.
Die Befestigung, die Stadt und viele Heiligtümer wurden durch Skopas, den Heerführer des Aitolischen Bundes, 219 v. Chr. im Bundesgenossenkrieg gegen Philipp V. zerstört. Vermutlich kurz nach dieser Zerstörung wurde die geschleifte Stadtbefestigung instand gesetzt. Vor der Schlacht von Kynoskephalai 197 v. Chr. war Dion Basis der Truppen Philipps V. Der römische Konsul Quintus Marcius Philippus besetzte 169 v. Chr. Dion im dritten Makedonisch-Römischen Krieg kampflos. Im folgenden Jahr führte Perseus’ Niederlage in der Schlacht von Pydna zum Ende der makedonischen Dynastie der Antigoniden. Die makedonischen Selbstständigkeit endete 146 v. Chr., es wurde zur römischen Provinz Macedonia. Die von Alexander dem Großen bei Lysippos beauftragten 25 Reiterstatuen zu Ehren seiner in der Schlacht am Granikos gefallenen Gefährten ließ Quintus Caecilius Metellus Macedonicus nach Rom bringen. Dort wurden sie auf dem Campus Martius vor dem Tempel des Zeus und der Hera errichtet.
Nach und nach kamen römische Siedler nach Dion und brachten ihr Amtswesen, ihre Maße und Gewichtseinheiten mit. Oktavian, der spätere Augustus, erklärte 31 v. Chr. Dion zu einer römischen Kolonie, die von Steuerzahlungen befreit war und eine gewisse Autonomie besaß. Die Gründung der Colonia Iulia Augusta Diensis durch Augustus belegen eine Widmungsinschrift sowie Münzen, die nach 27 v. Chr. Augustus’ Porträt zusammen mit dem Namen der Kolonie tragen. Neben Philippi, Pella und Kassandria war Dion eine von vier römischen Kolonien in Makedonien. Sie erstreckte sich von den westlichen Ausläufern des Olymps bis zur Ägäis sowie vom Tempetal im Süden bis zur Ebene von Pydna im Norden. Dion erlebte eine Blütezeit, die bis zum 3. Jahrhundert n. Chr. anhielt. Angriffe der Goten sowie Wirren innerhalb des römischen Reichs ab der Mitte und besonders gegen Ende des 3. Jahrhunderts n. Chr. hatten den wirtschaftlichen Niedergang Dions zur Folge.
Nachdem die Befestigung nach Perseus’ Niederlage allmählich verfallen war, wurde sie vermutlich in der zweiten Hälfte des 3. Jahrhunderts n. Chr. erneut errichtet. Größtenteils auf den bestehenden Fundamenten gebaut, umschloss sie eine Fläche von etwa 37 Hektar. In frühbyzantinischer Zeit war Dion eine der bedeutendsten Städte Pierias und Bischofssitz. In dieser Zeit wurde der Verlauf der Stadtbefestigung nochmals stark verändert. Für die Ursache der plötzlichen Zerstörung der Stadt im frühen 5. Jahrhunderts wird ein Erdbeben vermutet. Instandsetzungsarbeiten an den beiden Basiliken belegen deren Nutzung im 5. Jahrhundert. Durch bisher nicht veröffentlichte Münzfunde und weitere Baumaßnahmen vor allem an der Bischofskirche sind Siedlungsaktivitäten bis ins 8. Jahrhundert nachweisbar. Der Ort wurde letztmals als ein Verwaltungsbezirk des byzantinischen Kaisers Konstantin VII. im 10. Jahrhundert erwähnt.

## Forschungsgeschichte

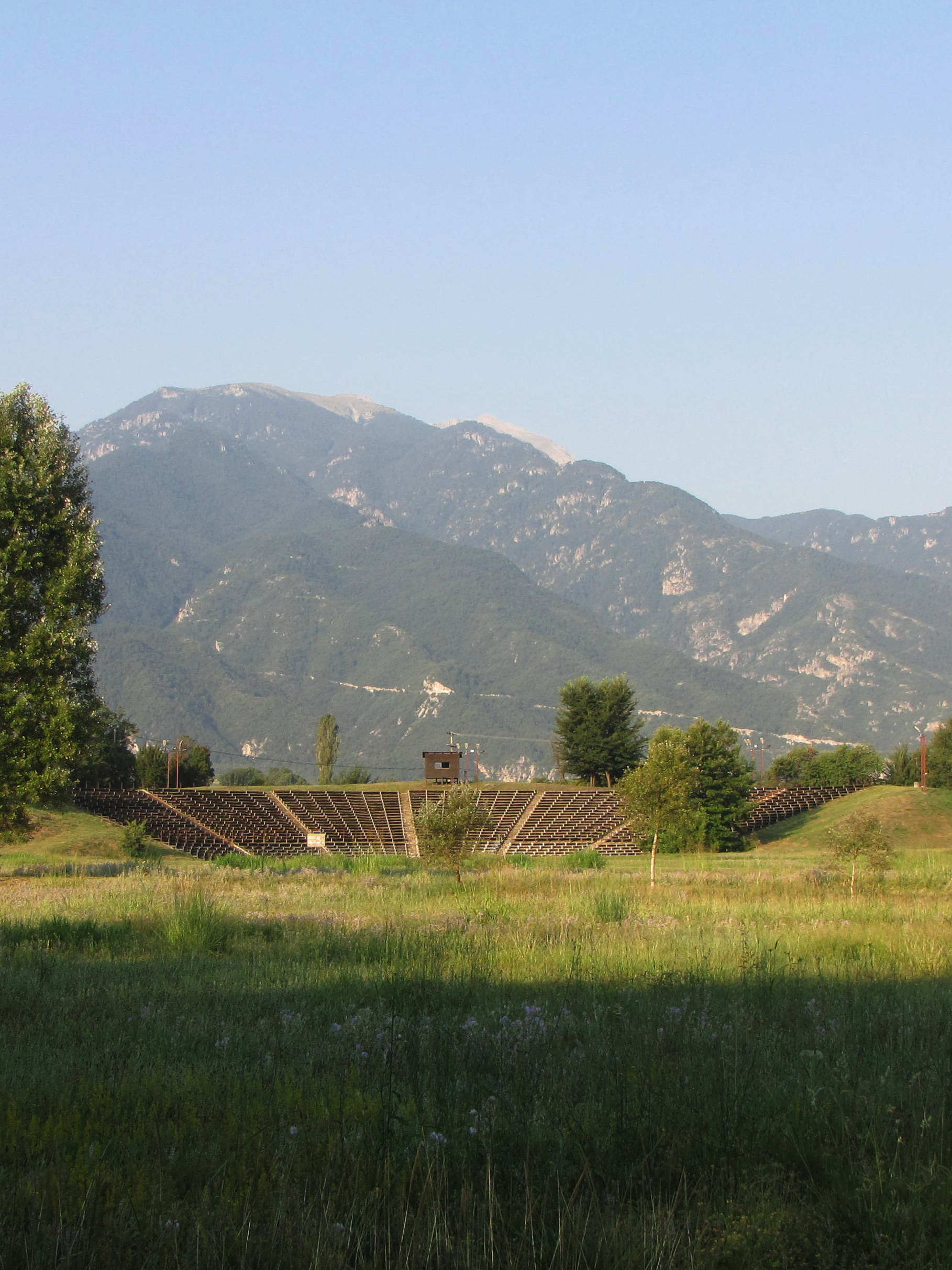
Das hellenistische Theater

Ende des 18. Jahrhunderts besuchte der französische Konsul Felix de Beaujour das antike Dion, ohne jedoch zu wissen, um welche antike Stätte es sich handelte, die verlassen und mit den Überresten von Gebäuden und Säulen bedeckt war.
Im Dezember 1806 wurde das antike Dion von dem englischen Forscher William Martin Leake wiederentdeckt. Er identifizierte die Ruinen des antiken Dion nahe dem Ort Malathria, einem kleinen Dorf, bewohnt von Bauern und Viehzüchtern, die den antiken Ort „Kastro“ (Burg) nannten. Er erkannte unter der Vegetation das antike hellenistische Theater, das Stadion und Teile der Stadtmauer. Der französische Archäologe Léon Heuzey bestätigte die Entdeckung 1855. Er kartierte Teile der Stadtmauer, fand die Fundamente einiger Türme und notierte die Inschriften einiger Grabsteine.
Ab 1912, dem Jahr der Befreiung Makedoniens von den Osmanen, wurde dem antiken Dion mehr Aufmerksamkeit gewidmet. Der Archäologe G. P. Oikonomos sammelte und veröffentlichte alle Inschriften, die er in der Umgebung von Dion fand.
Der Rektor der Universität Thessaloniki und Professor für Archäologie, Georgios Sotiriadis, begann im Juni 1928 mit den ersten Ausgrabungen mit dem Ziel, das Heiligtum des Zeus Olympios zu finden. Er fand und untersuchte mehrere der Tumuli innerhalb der Stadtmauern. Auch wurde eine Basilika aus frühchristlicher Zeit entdeckt. Die Vermutung, dass sich unter der Basilika ein Tempel befand, erwies sich als trügerisch, nachdem man fünf Meter tief gegraben hatte. Als wichtigster Fund dieser ersten Grabungsperiode erwies sich ein makedonisches Grabgewölbe aus dem 4. Jahrhundert v. Chr., das schon in antiker Zeit von Grabräubern geplündert worden war. Die Grabungen wurden 1931 wieder eingestellt.
Charalambos Makaronas fand 1955 ein zweites makedonisches Grab. Ein drittes Grab wurde ein Jahr später entdeckt.
Ab 1961 wurden die Arbeiten von Georgios Bakalakis wieder aufgenommen. Bei der Kartierung der bis dahin bekannten Ausgrabungsstätte wurde 1962 ein großer Teil der Stadtmauern und der Wehrtürme entdeckt. Während der Grabungsphase unter G. Bakalakis wurde das römische Theater lokalisiert, das sich südöstlich des hellenistischen Theaters erstreckt. Die Grabungen an der frühchristlichen Basilika wurden durch Stylianos Pelekanidis beendet.
Ab dem Sommer 1973 wurden die Arbeiten unter der Leitung von Dimitrios Pandermalis (Universität Thessaloniki) fortgesetzt. Sein erstes Ziel war, die Reste zweier Gebäude südlich des Stadtgebietes zu erforschen. Die Grabungen brachten das Demeter-Heiligtum zutage. Im selben Jahr zeugten Funde von Statuen des Asklepios, der Hygeia und des Telesphoros davon, dass auch der Asklepios-Kult in Dion praktiziert wurde. An der Hauptstraße wurden die Rüstungen und die Schilde freigelegt. In der Folgezeit wurde die Orchestra des hellenistischen Theaters von der darüber liegenden Erdschicht befreit. Das Theater datiert aus der Zeit des 5. Jahrhunderts v. Chr.
Im Sommer 1976 wurden Grabungen im südöstlichen Sektor innerhalb der Stadtmauern durchgeführt. Man stieß dort auf die großen Thermen. Diese waren offensichtlich durch ein Erdbeben zerstört worden. Das Mosaik eines Stieres im Frigidarium war in zwei Teile getrennt worden, der untere Teil lag 50 cm tiefer als der obere. An der nördlichen Seite der Bäder befanden sich Statuen der Kinder des Asklepios.
Unter schwierigen Bedingungen erfolgten die Grabungsarbeiten am Isis-Heiligtum. Quellwasser und Schlamm sorgten dafür, dass die Gräben häufig wieder zusammenbrachen. Um die Arbeiten fortsetzen zu können, wurde ein Damm errichtet. Auch dort zeigten sich wieder Anzeichen der Zerstörung durch ein Erdbeben mit nachfolgender Überflutung. Die Grabungen wurden 1984 abgeschlossen.
Im Juni 1987 wurde das Dionysosmosaik freigelegt und anschließend mit einer Dachkonstruktion vor Wettereinflüssen geschützt.
Das Stadion wurde 1995 unter der Leitung von Giorgos Karadedos ausgegraben. Neben dem Spielfeld wurden mehrere tönerne Sitzreihen gefunden.
Bei Untersuchungen des Geländes in der Nähe des römischen Theaters wurde 2000 endlich das Heiligtum des Zeus Olympios entdeckt.
Nach einer Überflutung des Archäologischen Parks im Jahr 2002 beschloss man, um das Isis-Heiligtum zu schützen, den Fluss Vaphyras um einige Meter in westliche Richtung zu verlegen, so dass künftige Fluten dem Heiligtum keinen Schaden mehr zufügen können. Dabei wurden nach und nach Artefakte gefunden, die letztendlich zur Ausgrabung des Heiligtums des Zeus Hypsistos, des allmächtigen Gottes, führten. Als sich die Arbeiten ihrem Ende näherten, wurde im Schlamm die Kult-Statue des Zeus Hypsistos gefunden.
Ab 2007 werden unter der Leitung von Semeli Pingiatoglou Ausgrabungen durchgeführt, mit dem Ziel, die ältesten Bauwerke des antiken Dion zu finden.
Das Dionysosmosaik wurde 2015 von seinem ursprünglichen Fundort entfernt und in ein eigens dafür gebautes Gebäude (Archäotheke) verlegt.
Die Ausgrabungen werden bis heute unter der Leitung der Universität Thessaloniki fortgesetzt.

## Die Heiligtümer

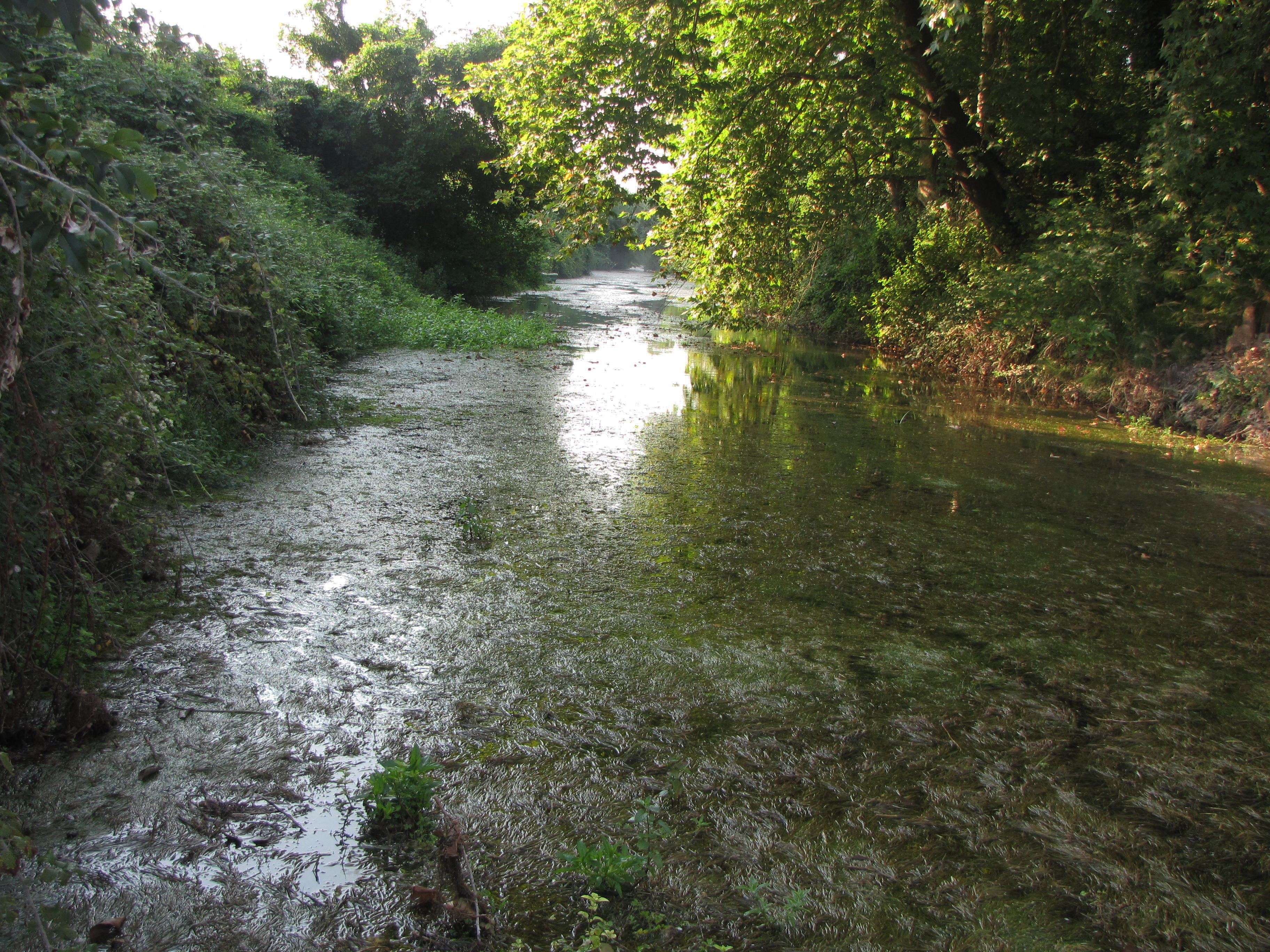
Der Oberlauf des Vaphyras

### Vaphyras
Obwohl ihm kein besonderes Heiligtum errichtet wurde, galt der Fluss Vaphyras als Gottheit. Rund 100 m östlich des Parkeingangs ist seine Quelle. Dort wuchs vermutlich der heilige Hain der Musen. Der Kopf einer Statue, die den personifizierten Fluss darstellt, wurde im Quellgebiet gefunden. Laut Hesiod entspringt der Vaphyras aus dem kosmischen Fluss Okeanos, der von der urzeitlichen Göttin Tethys beherrscht wird.
Ein in der Nähe des Flusses entdeckter Artemis-Schrein gilt als der Göttin Artemis Vapyria geweiht. Sie überwachte den Übergang junger Mädchen in das Stadium heiratsfähiger Frauen.
Der Fluss Vaphyras ist in der griechischen Mythologie eng mit Orpheus und den Musen verwoben. Im 2. Jahrhundert n. Chr. schrieb Pausanias, dass der Oberlauf des Vaphyras den Namen Helikon trug. Zwei Drittel seiner Länge verlief der Fluss unterirdisch, bevor er in Dion wieder zutage trat. Laut Pausanias war das nicht immer so gewesen. Die Einwohner Dions behaupteten, dass der Helikon oberirdisch an Dion vorbeifloss. Als aber die Frauen, die Orpheus töteten, im Helikon das Blut von ihren Händen waschen wollten, versiegte der Fluss, denn er wollte keinen Anteil an dieser Tat haben. Erst in Dion erschien er wieder an der Oberfläche.

### Demeter-Heiligtum

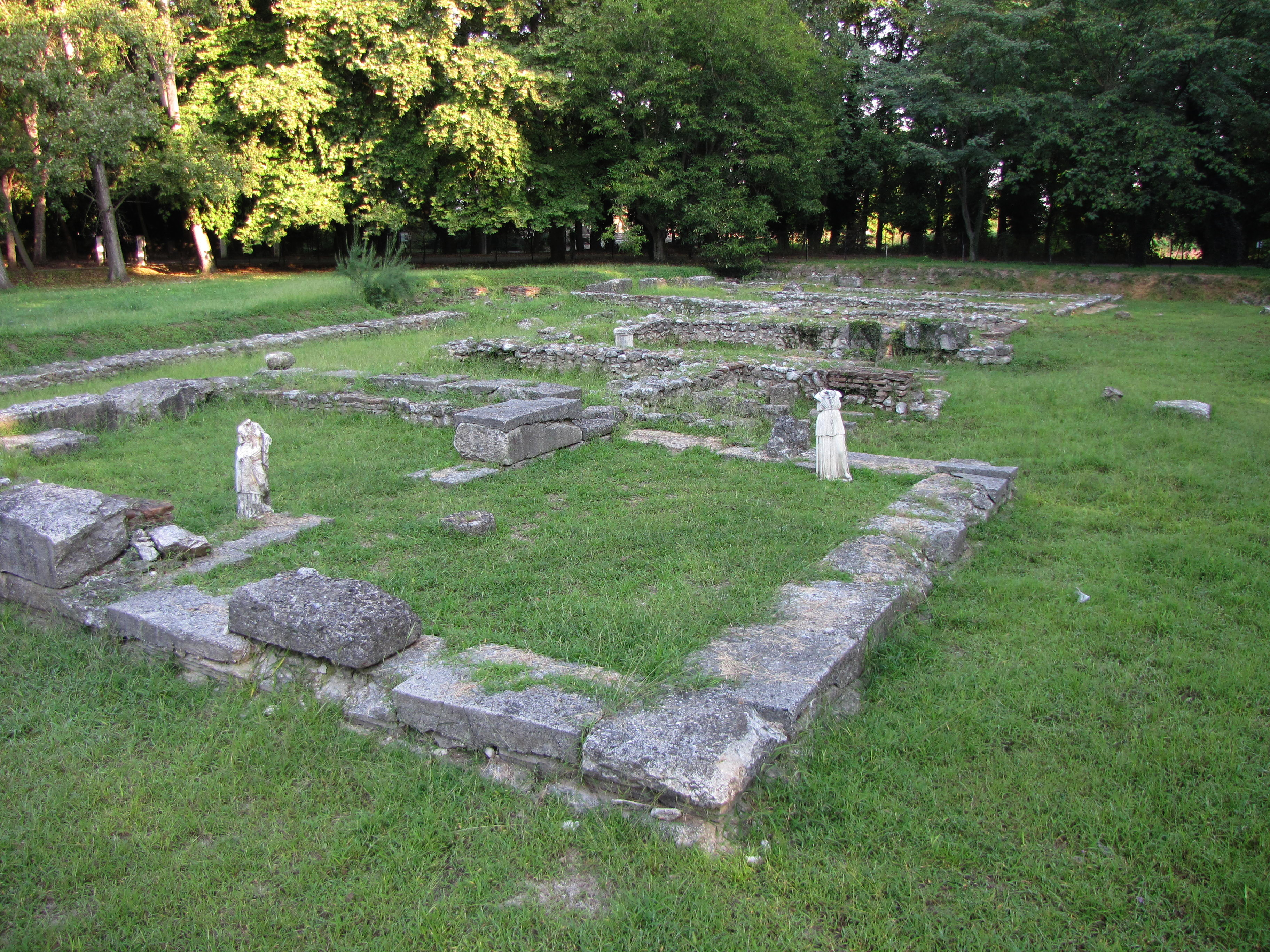
Demeter Heiligtum

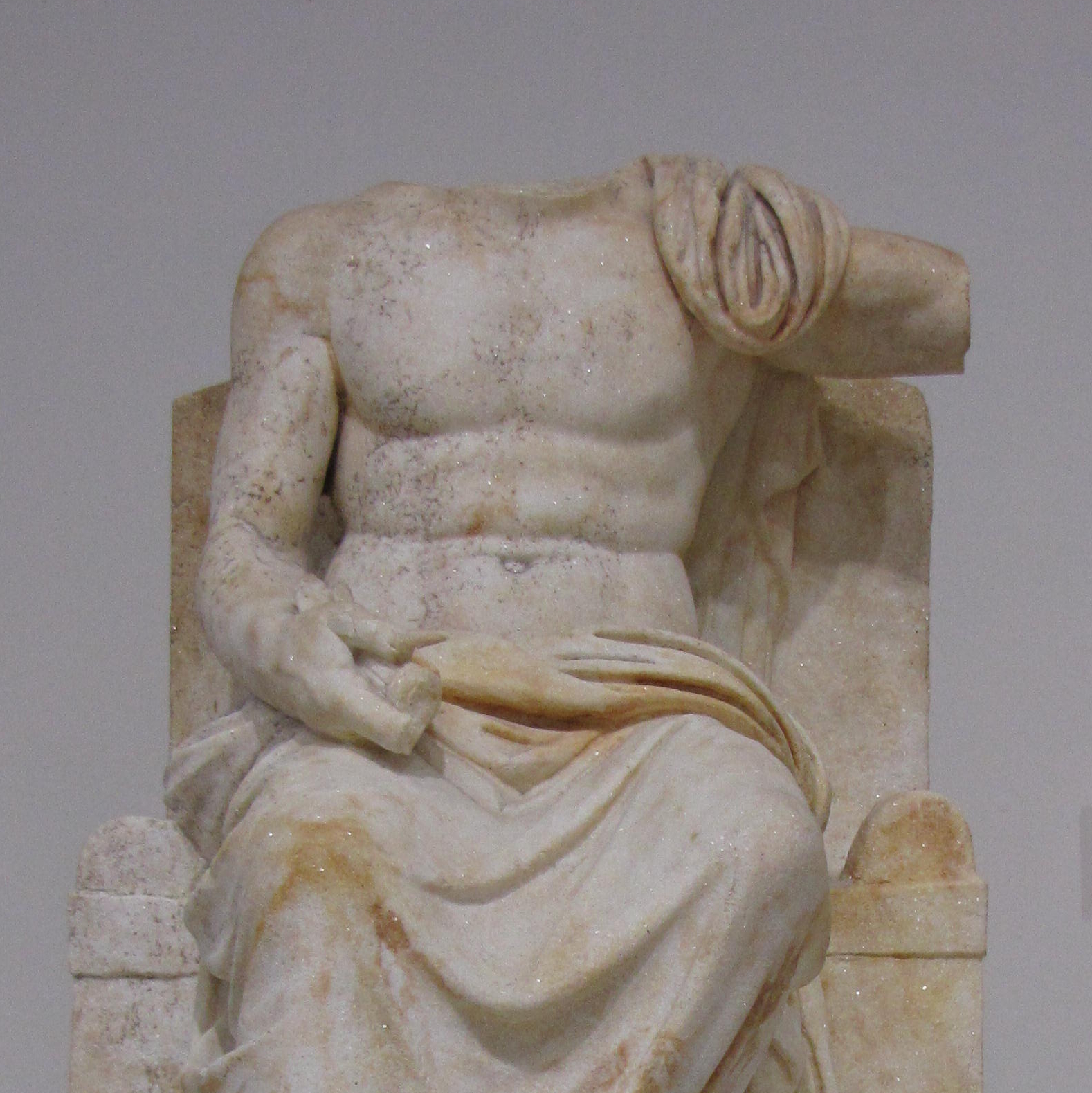
Kultstatue des Zeus Hypsistos

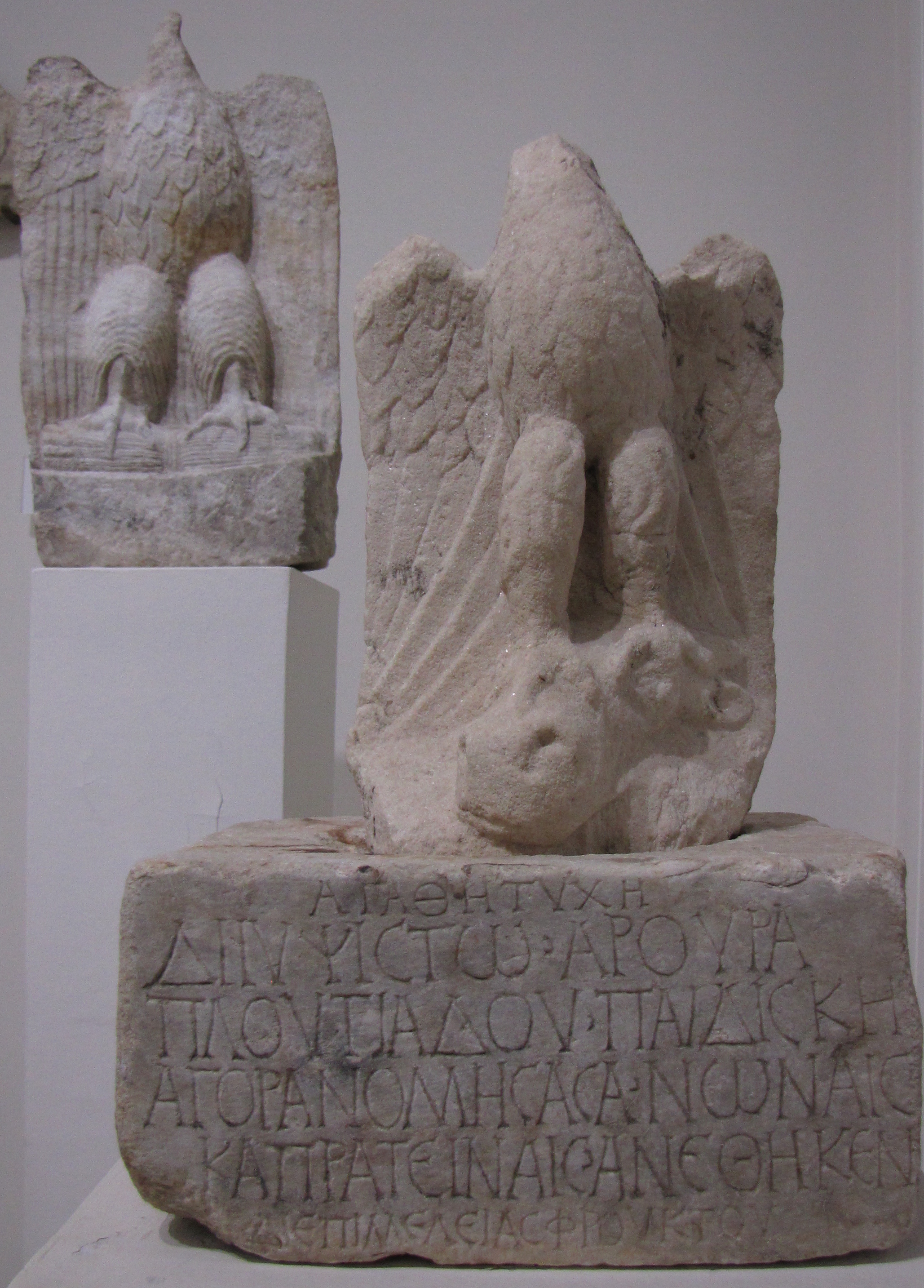
Arura, Magd des Plutiades, widmet dies dem Zeus Hypsistos mit der Hilfe von Fructus, nachdem sie als Agoranomos während der Nonae Capratinae diente

Es besteht aus mehreren Tempeln und wird von der archaischen Zeit bis zur Römischen Kaiserzeit datiert. In direkter Nachbarschaft liegt das Heiligtum des Asklepios. Die Verbindung beider Heiligtümer zeigt sich auch bei anderen Ausgrabungsstätten in Griechenland.
Im offenen, ummauerten Raum wurden der Göttin flüssige Opfer dargebracht. Von dort stammen die ältesten Funde des Heiligtums. Ende des 4. Jahrhunderts v. Chr. wurden zwei archaische Tempelbauten durch zwei dorische Tempel ersetzt. Kleine, nur aus einem Raum bestehende Tempel (Oikos) waren den Gottheiten der Erde wie Baubo und Kurotrophos geweiht. Von ihnen erhoffte man sich reiche Ernteerträge. Ein anderer Tempel wurde zu Ehren von Aphrodite errichtet. Von ihr erhofften sich die Gläubigen eine erhöhte Fruchtbarkeit. Vor den Tempeln befanden sich Altäre, auf denen den jeweiligen Göttern fleischliche Opfer dargebracht wurden. Pflanzliche Opfer, wie Getreide oder Obst, wurden auf sogenannten Kult-Tischen ausgebreitet. Archäologische Funde und alte Aufzeichnungen weisen dem Wasser eine wichtige Rolle im Demeter-Kult zu. Es gehörte zu den Pflichten der Priesterinnen, dafür zu sorgen, dass stets reines Wasser verfügbar war. Neben Reinigungsritualen sah man Wasser als notwendiges Gut an, um das Wachstum der Pflanzen zu ermöglichen. Zwei kreisrunde Brunnen gehören zu den ältesten Bauwerken des Tempels.
Neben den üblichen Funden, wie Statuen, Tonscherben, Schmuck, Öllampen etc. befand sich ein Ringstein aus mykenischer Zeit. Er datiert auf das 14. bis 15. Jahrhundert v. Chr. und zeigt einen schematisch dargestellten Löwen vor einem Baum. Das Artefakt gibt einen Hinweis auf die frühere Besiedlung Dions. 1990 wurden östlich des Tempels die Fundamente eines Altars entdeckt; an dieser Stelle wurde 1973 der Kopf einer Statue der Göttin geborgen.
In der Spätantike wurden auf dem Gelände des Demeter-Heiligtums Brennöfen betrieben.

### Asklepios-Heiligtum
Im 4. Jahrhundert v. Chr. wurde das Asklepion erbaut. Mit Bedacht wurde ein Platz dafür gewählt, an dem reichlich Wasser vorhanden war, denn es spielte bei der Ausübung des Asklepion-Kults eine besondere Rolle. Es diente der Heilung der Kranken und wurde für die Kulthandlungen benötigt. Bisher wurden die Fundamente eines Gebäudes freigelegt, das aus zwei Räumen bestand. Der Fund einer Toilette in der Nähe des Heiligtums deutet darauf hin, dass Menschen (Pilger) sich dort über einige Zeit aufhielten, um ihre Gebrechen zu kurieren.

### Zeus-Hypsistos-Heiligtum
Eine heilige Straße führte zum Heiligtum des Zeus Hypsistos (griechisch Ζευς ὕψιστος Zeus der Höchste Gott). Sie war von kleinen Säulen gesäumt, auf denen marmorne Adler saßen. Es handelt sich dabei um Weihgaben für den Allerheiligsten. Die Straße führte zu einem großen Platz, auf dem ein Tempel stand, in dem sich einzelne voneinander getrennte Räume befanden. Im nördlichsten Raum, dem Zeus-Tempel, befand sich eine Statue des Zeus Hypsistos und die Figur eines marmornen Adlers. Der Fußboden war mit Mosaik geschmückt, von dem die Abbildung zweier Raben erhalten blieb. Auch der Boden des darüber gebauten Gebäudes war mit Mosaik belegt. Dort blieben ein weißer Stier und Doppeläxte erhalten. Auf der westlichen Seite befindet sich ein Wasserbecken. Vor dem Tempel steht ein Altar, an dessen Unterbau ein Metallring befestigt war, der zum Anbinden der Opfertiere diente. Beide Götter, Zeus Hypsistos und Zeus Olympios, wurden gleichzeitig verehrt. Während Zeus Olympios vom Gipfel des Olymp die Menschen regierte, beherrschte Zeus Hypsistos den Himmel, also alles Überirdische.

#### Nonae Capratinae
Nach der Eroberung Dions durch die Römer wurden am 7. Juli eines Jahres die Nonae Capratinae abgehalten. Bei diesem Fest genossen Sklavinnen gewisse Freiheiten, eine von ihnen erhielt an diesem Tag die Rechte des Agoranomos. Der oder die Agoranomos (zusammengesetzt aus den griechischen Wörtern Αγορά, Agora Markt, und Νόμος, Nomos Gesetz) überwachte den Handel auf dem Marktplatz, setzte Preise fest und hatte noch weitere Aufgaben. Aus der Inschrift einer im September 2003 im Heiligtum des Zeus Hypsistos gefundenen Statuette eines Adlers geht hervor, dass Arura, die Dienerin (wahrscheinlich Sklavin) des Plutiades, zur Agoranomos gewählt wurde. Diese Statuette ist der erste Beweis, dass die Nonae Capratinae auch in den römischen Provinzen, außerhalb Italiens, gefeiert wurde. Die Verbindung zwischen der Verehrung des Zeus Hypsistos und der Nonae Capratinae geschah vermutlich zu Ehren des Jupiter Capitolinus, des Jupiter Optimus Maximus.

### Zeus-Olympios-Heiligtum
In der hellenistischen Zeit entstand auf einem dem Zeus geweihten heiligen Hain ein mächtiger Tempel. In diesem Heiligtum waren vergoldete Statuen der makedonischen Könige aufgestellt. Auch die von Alexander dem Großen gestifteten 25 Bronzestatuen seiner in der Schlacht am Granikos gefallenen Reiter befanden sich im Zeus-Olympios-Heiligtum. Den zentralen Platz innerhalb des Geländes nahm ein 22 m langer Altar ein. An Metallringen wurden die Opfertiere angebunden. Bei den Opferfeiern (Hekatombe), dem wichtigsten Teil des Zeus-Kults, wurden 100 Rinder geopfert.
Als die Aitoler Dion überfielen, wurde das Heiligtum zerstört. Aus den Materialien der umliegenden Gebäude wurde es umgehend wieder aufgebaut. Von der Mauer, die das Gelände umgibt, sind noch Teile erhalten.

#### Der Zeus-Kult in Dion
Zur Zeit der Herrschaft der makedonischen Könige war das Heiligtum des Zeus Olympios das wichtigste Heiligtum der Stadt und das religiöse Zentrum Makedoniens. Es ist bisher nicht geklärt, ob das Heiligtum seine Bedeutung durch die von König Archelaos initiierten Olympischen Spiele erhielt oder ob es, vielleicht durch Homers Ilias inspiriert, schon vorher für die Region eine zentrale Funktion hatte. Deukalion behauptete, dass in Dion nach dem Heiligtum des Zeus Lykaios der zweitälteste dem Zeus gewidmete Altar errichtet wurde. Ab dem späten 8. Jahrhundert v. Chr. wurde Zeus an verschiedenen Orten in Griechenland gehuldigt. Allen diesen Zeus-Verehrungen war gemeinsam, dass sie auf dem Gipfel eines Berges oder in der Nähe eines Gipfels stattfanden. Inschriften, Tongefäße und Reste von Holzkohle aus der hellenistischen und römischen Zeit auf dem Gipfel Agios Antonios (2817 m) nahe Dion zeugen davon, dass der Zeus-Kult nicht nur in Dion praktiziert wurde.
Die makedonischen Könige nutzten die Tempelanlage für die Archivierung ihrer königlichen Dekrete. Einige davon sind im Archäologischen Museum von Dion ausgestellt.

### Isis-Heiligtum

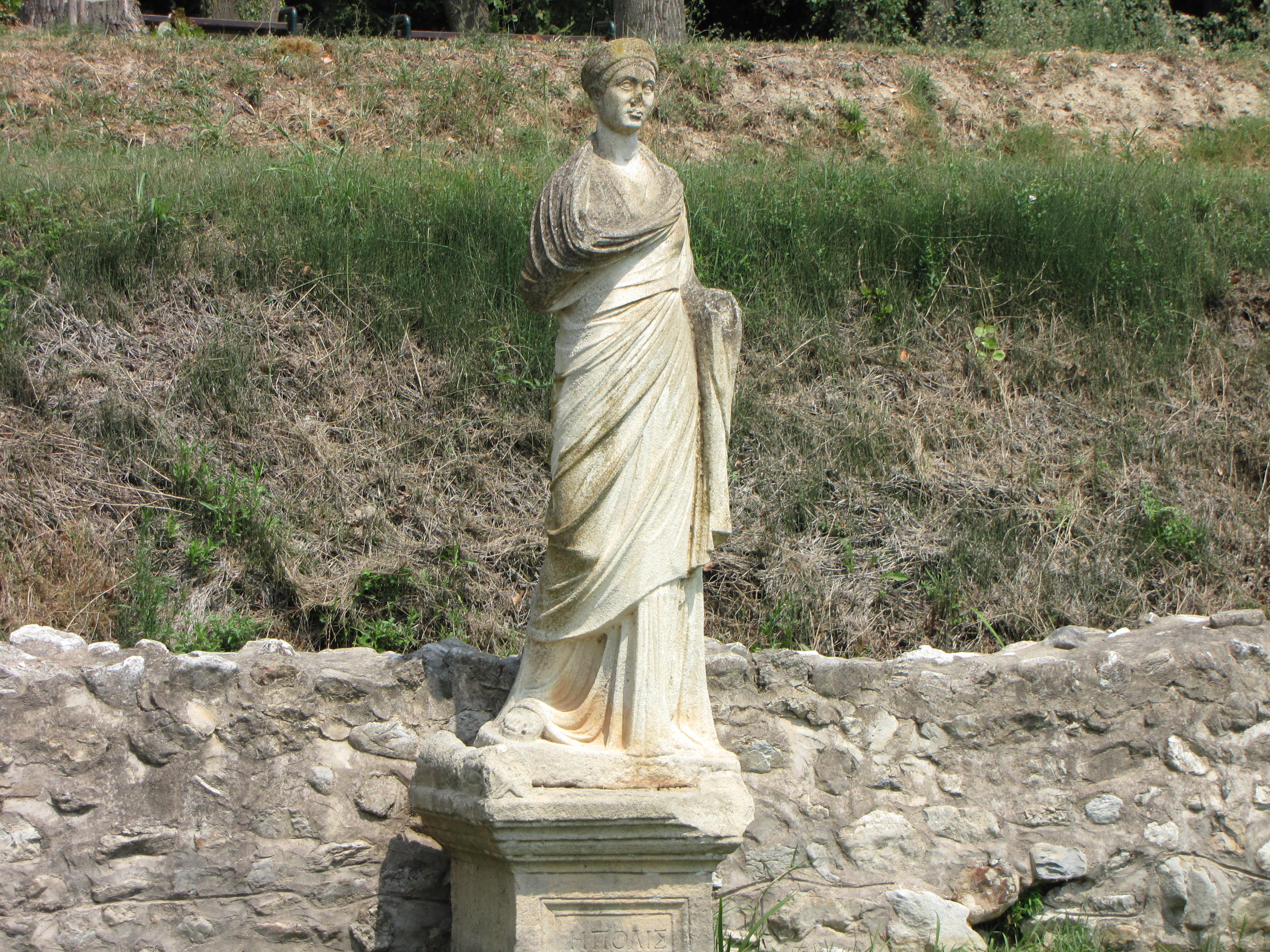
Das Isis-Heiligtum

Das jüngste der Heiligtümer in Dion ist das Heiligtum der Isis. Erst im 2. Jahrhundert n. Chr. wurde es an der Stelle eines vormaligen Fruchtbarkeitsheiligtums errichtet. Die Anlage hat eine beträchtliche Größe und wird von einem Kanal durchzogen, der den Nil symbolisieren soll. Der Haupteingang liegt im Osten, also an der dem Meer zugewandten Seite. Ein Nebeneingang befindet sich an der Nordseite des Heiligtums. Tempel und Altar der Isis Lochia (Isis als Hüterin des Kindbetts) sind im westlichen Teil der Anlage von zwei kleineren Tempeln der Isis Tyche und der Aphrodite Hypolympiada eingerahmt. Im Boden des Tempels der Isis Tyche ist ein Becken eingelassen. In diesen Tempelchen entspringen noch heute Quellen. Im Isis-Kult wurde dem Wasser heilige Bedeutung zugemessen. Von zwei Räumen im Norden der Tempelanlage diente einer dem Heilschlaf, in dem anderen Raum waren Figuren der Förderer des Heiligtums aufgestellt.

## Die makedonischen Gräber
Im Zuge der ersten Ausgrabungen wurde 1929 unter einem niedrigen Grabhügel ein gewölbtes makedonisches Grab mit dorischer Fassade aus dem 4. Jahrhundert v. Chr. gefunden. Die marmornen Türen waren aufgebrochen, das Grab war von Grabräubern ausgeraubt worden. Erhalten blieben ein Grabbett aus Marmor mit der Darstellung einer Schlacht von Kavalleristen und Teile eines Frieses, das Löwen abbildet.
Ein zweites Grab wurde 1955 ausgegraben. Es enthielt eine steinerne Kline, der Boden war mit gefärbten Kieselsteinen ausgelegt.
Ein Jahr später wurde ein drittes Grab freigelegt. Neben einer steinernen Kline waren darin drei steinerne Sockel.
Das vierte Grab wurde 1979 entdeckt. Hinter Marmortüren verbarg sich ein Grabbett mit elfenbeinernen Einlagen.
Das bisher letzte Grab wurde 1988 gefunden. Unter den Funden war eine silberne Vierteldrachme mit der Abbildung Alexanders des Großen und ein goldener Charonspfennig (Charons Obolus), in den der Name „Epigenis“ eingeprägt ist.
Grabbeigaben waren Goldschmuck, goldene und silberne Münzen, gläserne Flacons, die Parfum enthalten haben mögen, Glasgefäße und einen kupfernen Spiegel. Einige Grabstelen sind wie auch die Grabbeigaben im Archäologischen Museum ausgestellt.

## Die Theater

### Hellenistisches Theater

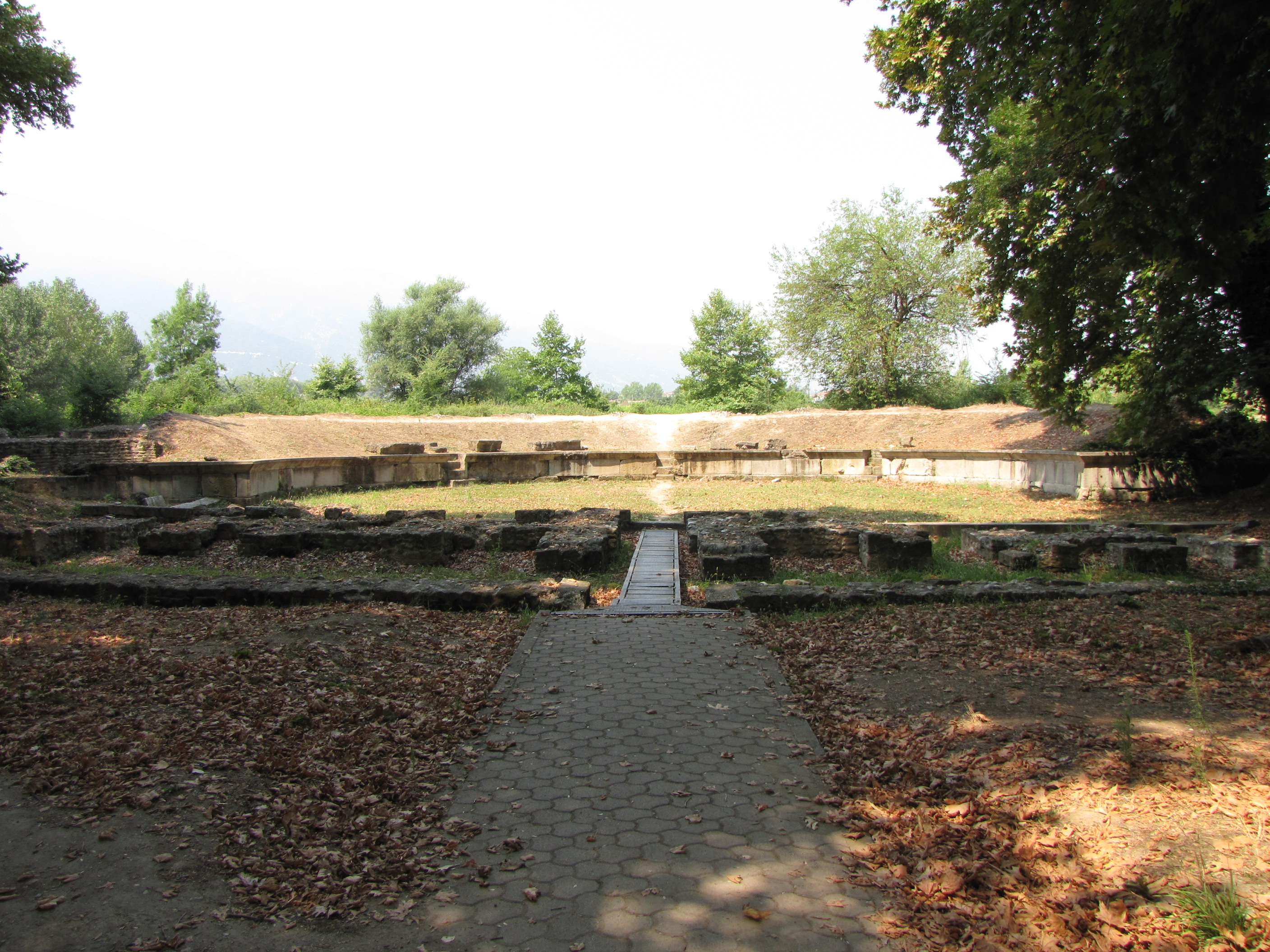
Das römische Theater

Das klassische Theater wurde im 3. Jahrhundert v. Chr. durch das hellenistische Theater ersetzt. Ein halbkreisförmiger Erdhügel wurde angelegt, auf dem aus Ziegel gemauerte Sitzflächen angebracht wurden. Ein Graben um die runde Orchestra sorgte für den Ablauf des Regenwassers. Unterirdische Räume und Gänge ermöglichten das Erscheinen und Verschwinden von Akteuren und Gegenständen. Die Bühne lag etwas höher als die Orchestra. Es wurden Vorrichtungen gefunden, die die Erzeugung von Effekten erlaubten. Das Theater wird nach einer weiteren Modernisierung für das jährlich stattfindende Olympos-Festival verwendet.

### Römisches Theater
Das römische Theater wurde im 2. Jahrhundert n. Chr. errichtet. Es hatte 24 im Halbkreis angeordnete Sitzreihen. Unterhalb der Sitzreihen lagen 14 gemauerte Gewölbe. Die Orchestra hatte einen Durchmesser von rund 21 Metern. Das Gebäude wurde aus Feldsteinen, Ziegeln und Mörtel erbaut. Die Bühne und das Koilon (der Zuschauerraum, die Sitzplätze) waren voneinander getrennt; die Bühne war mit marmornen Elementen geschmückt. Unter den dort ausgegrabenen Exponaten befand sich eine Statue des Hermes.

## Die Stadt

### Die Stadtmauern

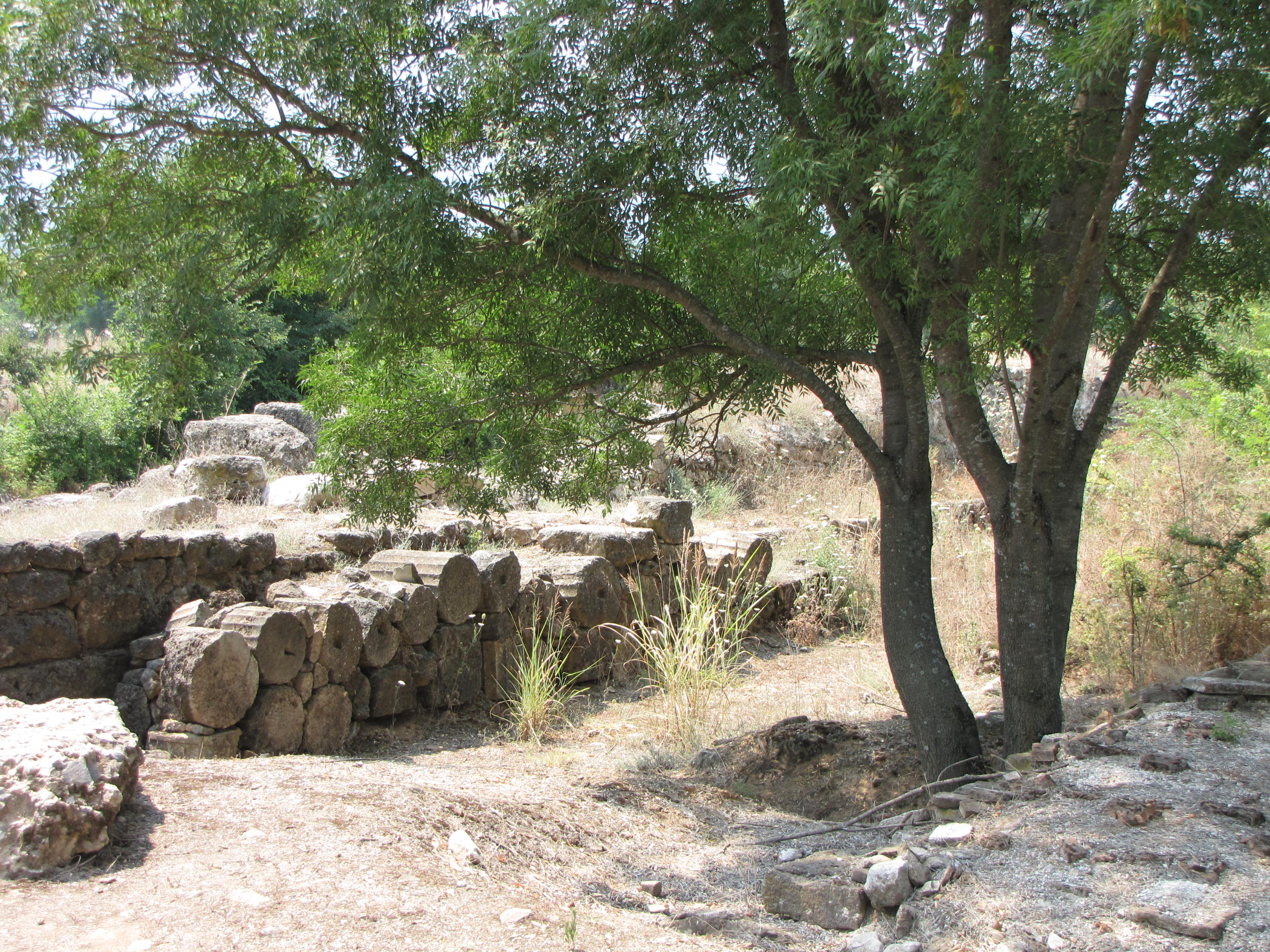
Reste der Stadtmauer

Da Dion eine der wenigen antiken griechischen Städte war, die ohne jede Erhöhung in einer Ebene lagen, war die Stadtmauer zur Verteidigung gegen Angreifer besonders wichtig. Im Osten bildete das Sumpfgebiet des Vaphyras zwar einigen Schutz, aber es gab weder eine natürliche Anhöhe noch eine Akropolis.
Die Stadtmauer wurde zwischen 306 und 304 v. Chr. unter der Herrschaft des makedonischen Königs Kassander aus dem Kalkstein des Olymp gebaut. Sie war 2625 Meter lang, drei Meter dick und sieben bis zehn Meter hoch. Die westliche Seite ist 642 m lang, der südliche und nördliche Abschnitt je 682 m lang. Der östliche Teil der Befestigung ist noch nicht komplett ausgegraben. Im Abstand von 33 Metern (100 dorische Fuß, 32,8 cm) standen Türme mit einer Grundfläche von sieben mal sieben Metern. Im südlichen und nördlichen Mauerabschnitt befanden sich jeweils zwei Stadttore, im westlichen Teil wurde ein Stadttor gefunden.
Am Fluss Vaphyras, im Osten der Stadt, befand sich wahrscheinlich eine Hafenanlage. Nach dem Angriff der Aitoler (219 v. Chr.), bei dem die Stadtmauer teilweise zerstört wurde, hat man den Schutzwall umgehend wieder instand gesetzt. Während der römischen Herrschaft wurde ihm wenig Aufmerksamkeit zuteil. Stellenweise zerfiel das Mauerwerk. Als sich im 3. Jahrhundert n. Chr. die Überfälle auf Dion häuften, wurde die Stadtmauer repariert. Als Baumaterial wurden alte Skulpturen und Reste anderer Bauwerke verwendet. Überschwemmungen durch die Flüsse Helikon und Vaphyras in der frühchristlichen Zeit verkleinerten das Stadtgebiet von Dion beträchtlich. Die Stadtmauer hatte nur noch eine Länge von 1600 Metern. An der Nord- und Ostseite der Stadt wurden neue Mauern gebaut. Dort wurden Säulenreste, Skulpturen und Altäre als Baumaterial benutzt. Im 5. Jahrhundert n. Chr. wurde die Stadtmauer wahrscheinlich durch ein Erdbeben zerstört. Sie wurde anschließend nicht wieder aufgebaut; dieser fehlende Schutz mag mit ein Grund gewesen sein, warum die Bevölkerung den Ort nach und nach verließ.

### Die Häuser
Im Zuge der Ausgrabungen wurden Privathäuser in verschiedenen Teilen der Anlage freigelegt. Fast alle besitzen Mosaikfußböden. Die Namen der ehemaligen Besitzer gehen gelegentlich aus erhaltenen Teilen eines Mosaiks oder aus Stempeln der Bleirohre, die der Wasserversorgung dienten, hervor. Neben Mosaiken wurden Statuen, Säulen, Reste von Möbeln, Büsten und anderes gefunden. Im Anwesen gegenüber der Villa des Dionysos wurden im Sommer 1992 die Reste einer Wasserorgel (Hydraulis) entdeckt.

#### Villa des Dionysos
Das bisher wichtigste entdeckte private Gebäude der Stadt ist die Villa des Dionysos. Im Jahr 1982 begannen Archäologen mit der Erforschung des Gebietes östlich der Hauptstraße. Sie fanden ein langgestrecktes Gebäude, in dessen südwestlichem Bereich sich Geschäfte und eine Badeanlage befanden. Das Bad konnte nicht nur von der Straße her betreten werden, sondern hatte noch einen separaten Zugang aus dem benachbarten Haus. Weitere Grabungen brachten Statuen des Dionysos, eine Nike und Teile weiterer Statuen und Statuetten zutage. Im Juni 1987 wurde im geräumigen Atrium ein großes Mosaik gefunden, das später den Namen Dionysosmosaik erhielt. Offensichtlich diente das Atrium als Speisesaal des Anwesens. Unter weiteren Funden in diesem Raum waren vier Skulpturen von sitzenden Philosophen, die Statuette eines Satyr und eine Statuette des Herkules. 1989 wurden vier weitere Räume der Villa freigelegt. Während zwei von ihnen weniger interessante Funde aufwiesen, fand man im dritten Raum vier tönerne Vorratsgefäße. Im letzten Zimmer befand sich ein beschädigtes Mosaik, das in seiner Mitte das Haupt einer Medusa darstellt. Weiterhin fand man eine Statue des Herkules mit Keule, Bogen, Pfeilen und Löwenfell sowie die Statue eines Hirsches. Zwei Jahre zuvor wurden bei den Arbeiten im Atrium bereits der Kopf des Hirsches und die Hand des Herkules, die den Bogen hielt, gefunden. Fortgesetzte Arbeiten im Jahr 1990 förderten Teile einer Statue zutage, bei der es sich um eine Kopie des Eros mit einem Bogen des Bildhauers Lysippus handelt.

### Die Thermen

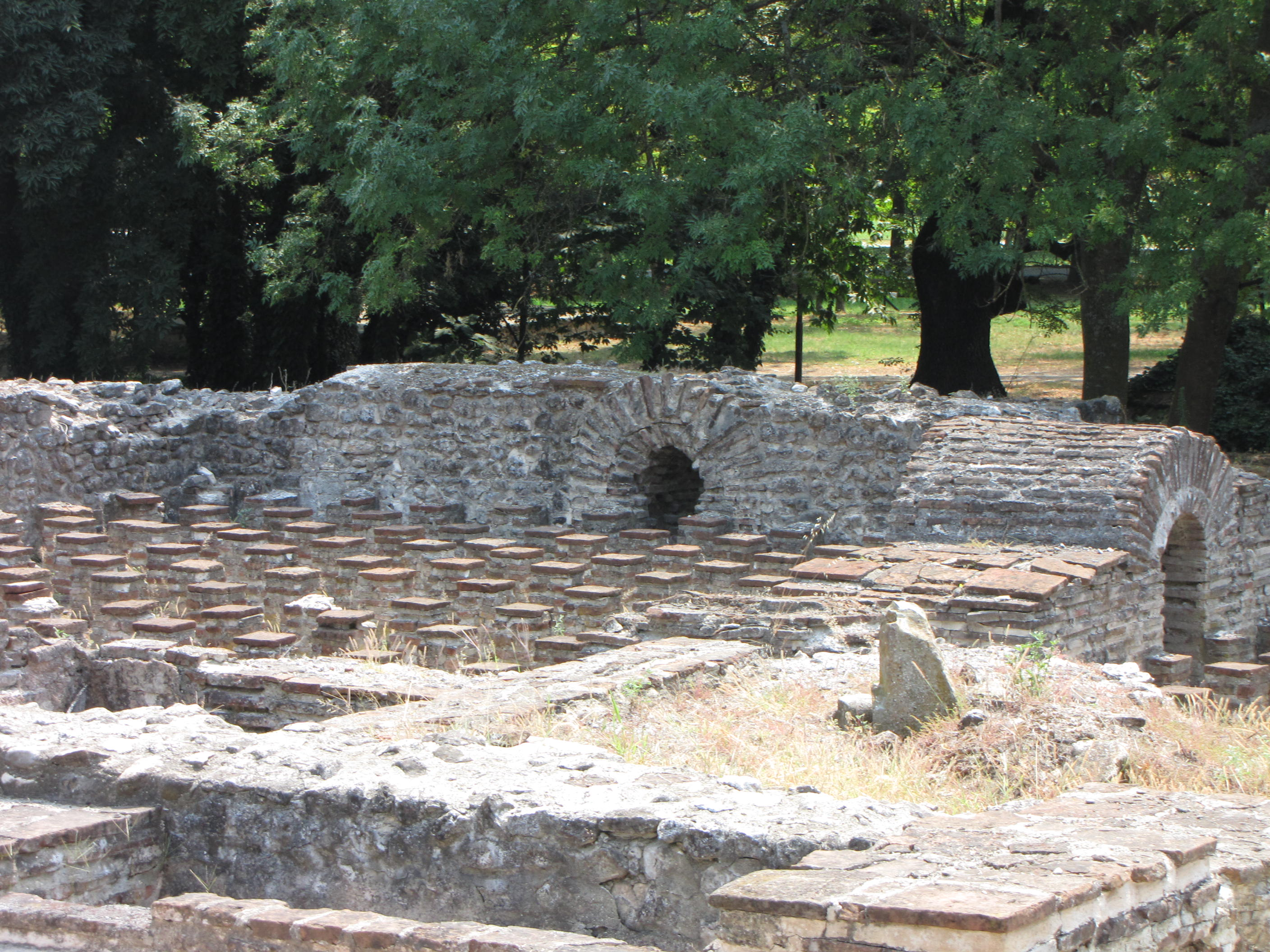
Die großen Thermen

Allen Thermen gemeinsam ist die Gliederung des Badebereichs mit Kaltwasserbecken und weiteren Becken mit unterschiedlich temperiertem Wasser. Auch die Art der Beheizung durch ein unter dem Fußboden liegendes Hypokausten-System ist bei allen genannten Thermen gleich.
Die großen Thermen wurden im 2. Jahrhundert n. Chr. erbaut. Eine Halle mit Mosaikfußboden führt zu den Badekabinen und den Wasserbecken. Es gab Räumlichkeiten, in denen Asklepios gehuldigt wurde. Da die Thermen auch als Ort gesellschaftlicher Zusammenkunft dienten, war ein Odeon für gesellschaftliche Ereignisse wie Lesungen, Schauspiele oder musikalische Darbietungen in dem Komplex untergebracht. Zu den Thermen gehörten auch Läden und Toiletten.
Die so genannten Thermen der Hauptstraße liegen östlich der Hauptstraße gegenüber der Wand mit den steinernen Panzerungen und Schilden. Die Ausstattung war mit der der großen Thermen vergleichbar, die Anlage war nur insgesamt viel kleiner.
Die Thermen am Markt befinden sich am nordöstlichen Ende des römischen Marktes. Mosaikfußboden und ein mit Malereien geschmückter Empfangssaal sind die Besonderheiten dieser Therme.

### Das Odeon

#### Geschichte und Aufbau

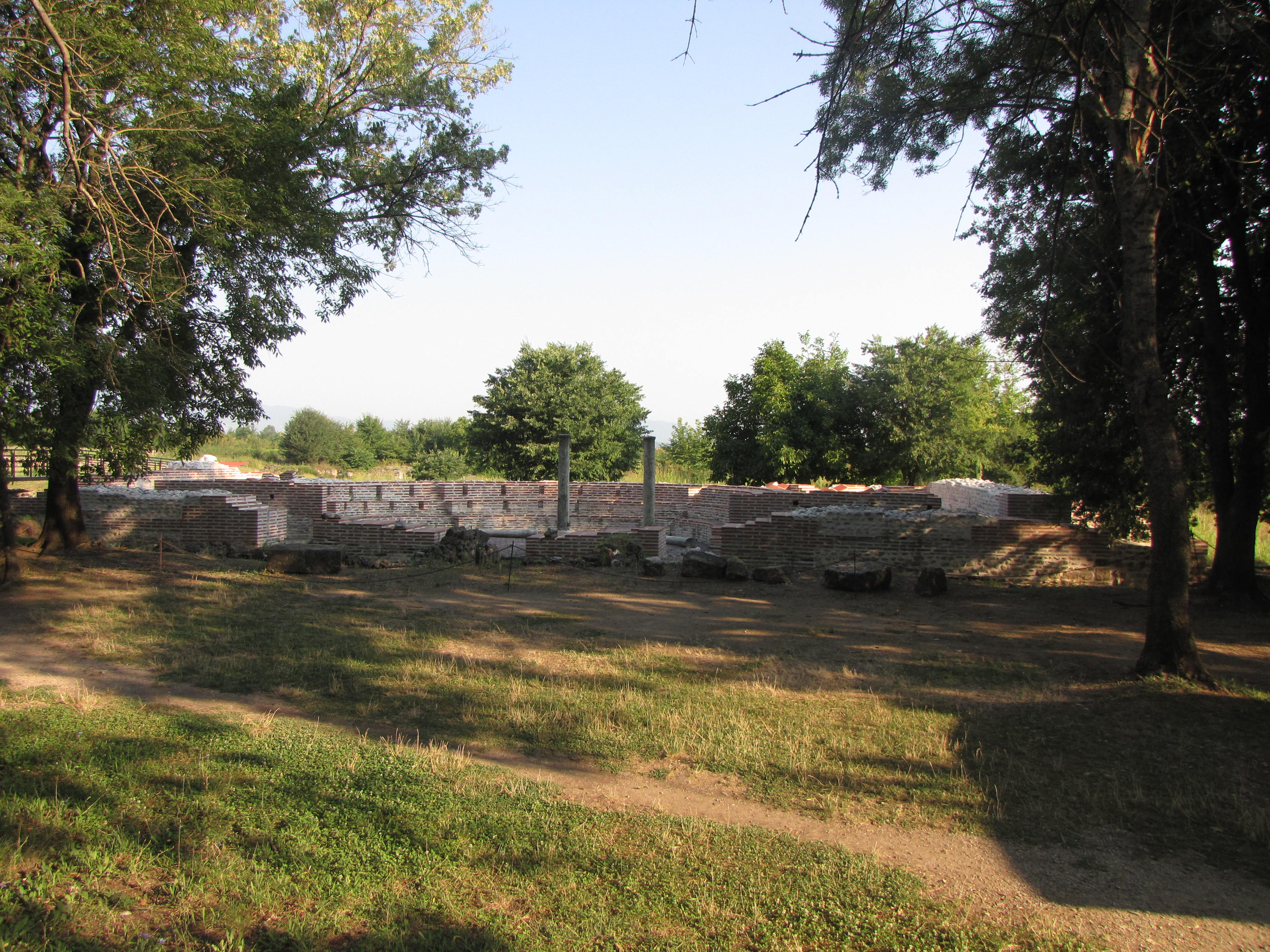
Das Odeon nach der Restaurierung

Im 2. Jahrhundert n. Chr. erbaut, ist das Odeon ein Teil der großen Therme. Die Außenmaße sind 28,46 m mal 19,46 m, es bot 400 Sitzplätze, die in der Form eines Theaters im Halbrund um die halbkreisförmige Orchestra angeordnet waren. Die Ausgrabungen des Odeons begannen im September 1977 und dauerten zwei Jahre an. Man fand die Elemente eines antiken Theaters mit Orchestra, Koilon, vier Innentreppen, Bühne und zwei L-förmigen Treppenhäusern. Die sorgfältig ausgeführten Steinmetzarbeiten verbinden römische Architektur mit lokaler Handwerkskunst. Als wesentliches statisches Element wirkte die 1,55 m dicke Außenwand; sie fing den seitlichen Druck des Koilon auf und stützte das Dach. Die Wände des Gebäudes waren aus Kalkstein oder gebrannten Ziegelsteinen gebaut. Die Ausgrabungen ergaben Hinweise darauf, wie das Gebäude zerstört wurde. Die großen Risse in den Wänden sowie das Absenken des Bodens und einiger Wände deuten auf ein starkes Erdbeben mit anschließendem Feuer hin. 1990 wurden noch einmal Grabungen durchgeführt, um den kompletten Grundriss des Odeons für die geplante Restaurierung zu vermessen; dabei wurden Scherben aus der klassischen Periode gefunden.

#### Restaurierung
Die natürlichen Beanspruchungen, denen die Überreste des Odeons ausgesetzt waren, Hitze, Frost und Feuchtigkeit, zerstörten über die Jahrhunderte hinweg Teile des Baumaterials (Mörtel, Holz). Die bindende Wirkung des Mörtels ließ nach und die noch verbliebenen Grundmauern zerfielen. Der oberste Teil der Konstruktion litt dabei am meisten, große Blöcke des Bauwerks lösten sich und fielen herab. Das Ziel der Restaurierung war die Konservierung und Verstärkung der Reste des Odeons. Der alte Mörtel wurde versiegelt, Risse im Mauerwerk wurden mit frischem Mörtel geschlossen. Die herabgefallenen Teile des Mauerwerks wurden an ihren ursprünglichen Platz verbracht und befestigt. Die abschließenden Arbeiten bestanden darin, aus umliegenden Steinen eine gerade, tragfähige Fläche zu mauern und diese mit speziell angefertigten Ziegeln zu bedecken. Das Material der Ziegel entspricht dabei dem der antiken. In der Universität Thessaloniki wurden die antiken Ziegel untersucht und deren Zusammensetzung bestimmt. Die Zusammensetzung des Mörtels wurde nach Labortests bestimmt und in Zusammenarbeit mit dem Direktorium für die Konservierung von antiken und modernen Monumenten des Ministeriums für Kultur und Sport festgelegt. Die ursprüngliche Konstruktion wurde vor der Restaurierung mit Blei bedeckt. So ist die alte Bausubstanz von den neu aufgebrachten Baumaterialien streng getrennt. Der Boden des Odeons wurde mit Kieselsteinen bedeckt und die vor Ort gefundenen architektonischen Bauteile, wie Säulen, wurden an ihrem ursprünglichen Platz aufgerichtet.
Die Finanzierung für den Schutz, die Konservierung und die Restaurierung des Odeons wurde aus Mitteln des EU-Programms „Macedonia-Thrace 2007–2013“ entnommen. Basis für die Arbeiten waren die Studien von G. Karadedos, Universität Thessaloniki.

### Die Wasserversorgung

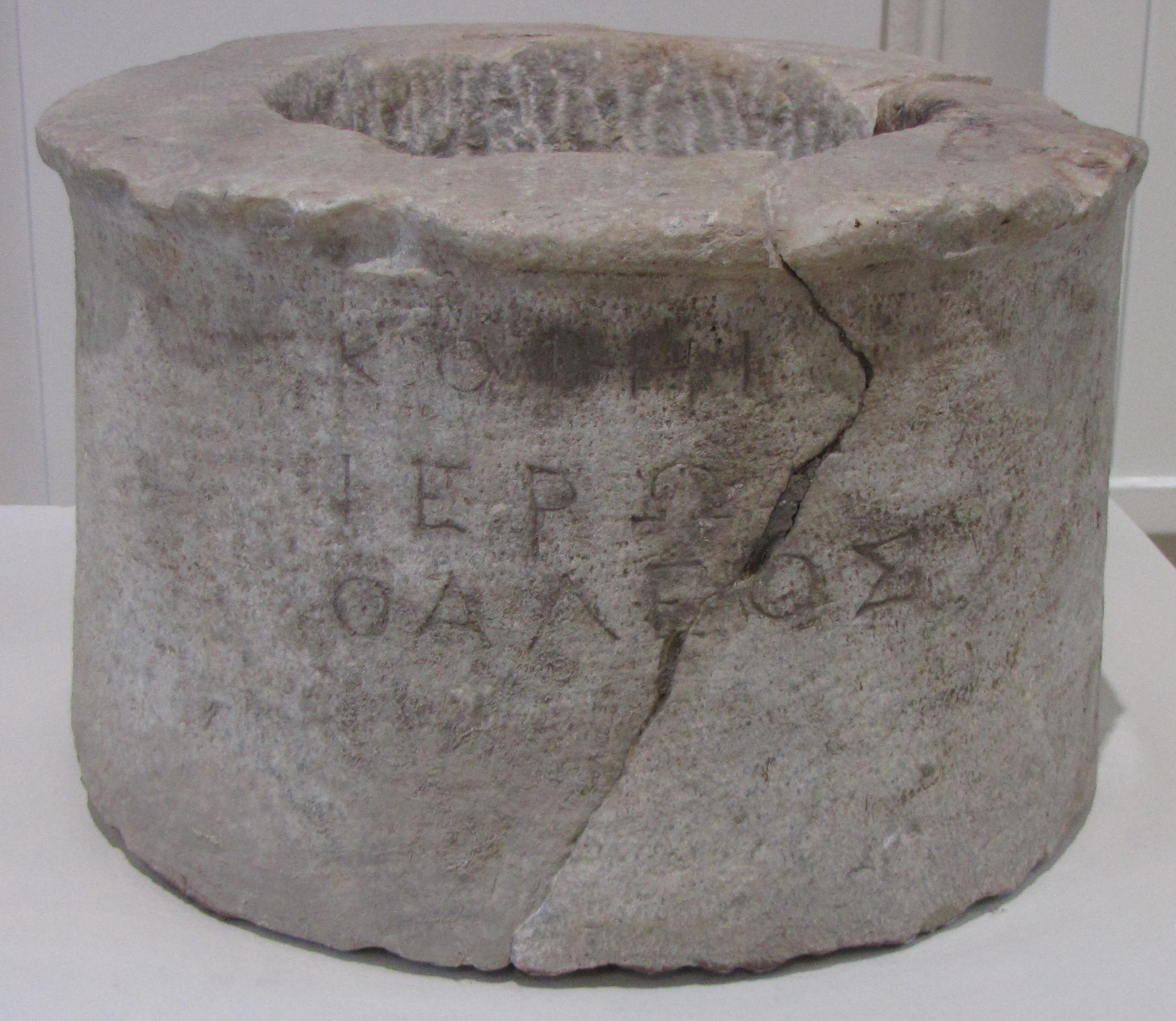
Brunneneinfassung, Isis Heiligtum Dion

Das antike Dion bezog sein Wasser aus dem Fluss Helikon, fünf Kilometer entfernt. Von dort aus waren Wasserleitungen nach Dion verlegt worden.
Teilweise verliefen sie unterirdisch, teilweise waren sie als Aquädukt gebaut. Ein Teil des Aquädukts wurde in einer Schlucht nordwestlich der Stadt gefunden. Innerhalb der Stadt sammelte sich das Wasser in einer großen Zisterne, aus der die Verteilung in unterirdisch verlegten Röhren hin zu anderen Zisternen oder Brunnen erfolgte. Als Material für die Wasserleitungen wurde sowohl Ton als auch Blei verwendet. Die zentrale Zisterne wurde im 2. Jahrhundert n. Chr. aus Stein und Tonziegeln gebaut. Zwei Brunnen, die die Versorgung der Haushalte und der Bäder übernahmen, lagen im Nordosten und Südosten des Stadtgebietes. Ein dritter Brunnen wurde, nach der Zerstörung der Hauptzisterne durch ein Erdbeben, durch eine kleinere Zisterne ersetzt.
Trotz der organisierten Wasserversorgung existierten auch separate Brunnen. Bisher wurden sieben von ihnen lokalisiert und ausgegraben. Sie gliedern sich in drei verschiedene Typen:
- Brunnen, die mit rauen Steinen gemauert und später verputzt wurden,
- Brunnen, die mit keilförmigen Ziegelsteinen gemauert wurden,
- Brunnen, deren Schacht mit Tonröhren ausgekleidet wurde.[24]

### Der römische Markt

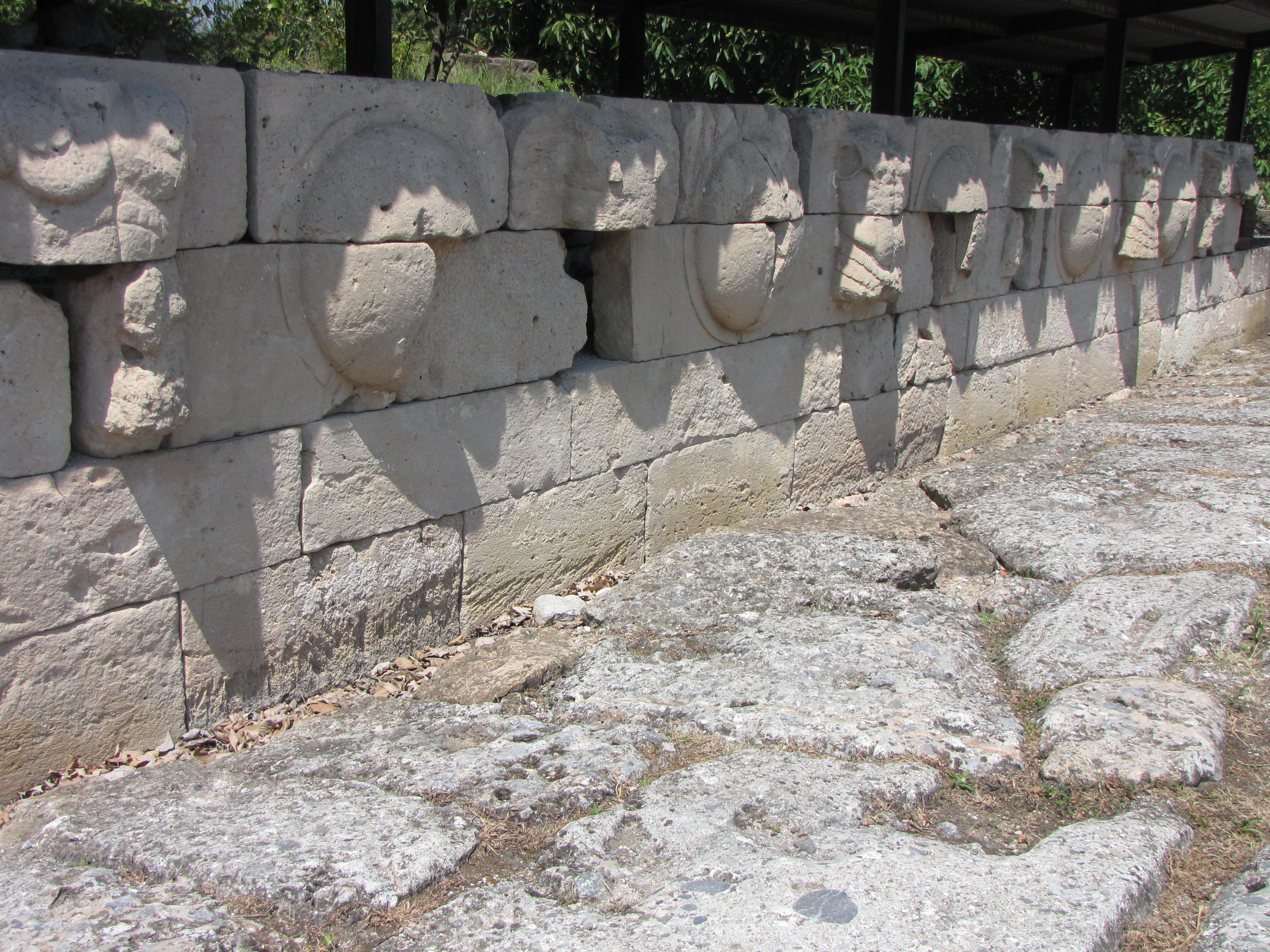
Panzerungen und Schilde

Es handelte sich um einen offenen Platz, der von Geschäften und Hallen umgeben war. Auf der dem Gebirge zugewandten Seite, in der Mitte der den Markt umgebenden Gebäude, befand sich ein Tempel (Sebasteion), der vermutlich den römischen Kaisern geweiht war. Der Boden liegt etwas über dem Niveau des Marktplatzes und ist mit Mosaik belegt. Im Inneren befanden sich Reste von Wandmalereien und Fragmente männlicher Statuen. Im Osten des Platzes, gegenüber dem Tempel, stand eine römische Basilika. Sie war mit dem Fries der Panzerungen und Schilde geschmückt, das sich heute westlich der Hauptstraße befindet. In der Basilika wurden, unter Aufsicht der örtlichen Behörde, Bankgeschäfte betrieben und Handelsverträge geschlossen.

### Das Praetorium
In der Nähe der Villa des Dionysos, an der Hauptstraße, befindet sich das Praetorium. Das Gebäude wurde sowohl als Herberge für Beamte und Abgesandte als auch zur Unterbringung gewöhnlicher Reisender (Taberna) genutzt. Eine vor Ort gefundene lateinische Inschrift bezeichnet das Gebäude als Praetorium mit zwei Tabernae. Der Eingang befand sich an der Südseite; im östlichen Teil der Anlage waren fünf Schlafzimmer und ein luxuriöser Speisesaal, das Triclinium. Die Tabernae bestanden aus zwei größeren Räumen im westlichen Flügel. Dort fanden die Archäologen tönerne Vorratsgefäße und einige Lampen. Zwischen Praetorium und den Tabernae befand sich vermutlich ein Stall. Öffentliche Toiletten waren sowohl den Gästen als auch der Bevölkerung der Stadt zugänglich. Eine Quelle diente der Hygiene, unterirdische Kanäle leiteten das Schmutzwasser ab.

### Das polygonale Gebäude
An der Kreuzung der Hauptstraße und der zum Westtor führenden Straße liegt das vieleckige (polygonale) Gebäude. Es umfasst ca. 1400 m² und diente vermutlich als Markthalle. Der Komplex ist quadratisch und wurde um einen zwölfeckigen Platz herum errichtet. Der Platz war von einem Säulengang umgeben, der die Räume des Gebäudes miteinander verband. Der Zugang befand sich an der Südseite. Ein Bodenmosaik zeigt zwei miteinander ringende Athleten und zwei Sklaven mit Rucksäcken.

### Die Kirchenbauten

#### Die Bischofskirche
Zu seiner letzten Blütezeit, als die Kirche Dion zum Bischofssitz ernannte, wurde in zwei Bauphasen im 4. und 5. Jahrhundert die Basilika des Bischofs erbaut. Es handelte sich um eine dreischiffige Kirche mit Narthex. Mauerreste zeigen Bemalungen, der Boden war mit Mosaik belegt. Ein kleineres Gebäude westlich der Kirche diente als Taufkapelle (Baptisterium). Ein Erdbeben am Ende des 4. Jahrhunderts zerstörte das Bauwerk. Auf seinen Fundamenten wurde wieder eine Kirche errichtet, in die das Baptisterium integriert war. Das Taufbecken hatte die Form eines Malteserkreuzes.

#### Die Friedhofskirche
Inmitten des Friedhofs wurde Anfang des 5. Jahrhunderts eine dreischiffige Kirche gebaut. Das Mittelschiff hatte einen Mosaikfußboden; Narthex und Seitenschiffe waren mit Tonplatten belegt. Unter dem Boden der Kirche wurden Gräber entdeckt; 1990 wurden zwei Gewölbe, die mit Vögeln und Pflanzen bemalte Friese schmückten, gefunden. Dem Bauwerk wurden später ein Raum, in dem der Kirchenschatz aufbewahrt wurde, eine Weinkelter und ein Getreidespeicher angebaut.

## Studie über Umwelteinflüsse auf die antiken Baumaterialien im archäologischen Park von Dion
Im Jahr 2015 wurde von Mitgliedern der Aristoteles-Universität Thessaloniki eine Studie über den Zustand der steinernen Baumaterialien des Asklepions und des Demeter-Heiligtums veröffentlicht. Das Ziel der Studie war, den Zerfall der steinernen Monumente und Gebäudereste im archäologischen Park von Dion zu untersuchen. Hauptsächlich sollte erforscht werden, welche Umwelteinflüsse sich in welcher Form an dem Zerfallsprozess der antiken Baumaterialien beteiligen, um dem eventuell entgegenwirken zu können. Die Baumaterialien bestehen vorwiegend aus Kalkstein, Sandstein, Konglomerat und Marmor.
Die Umweltbedingungen:
- Hohe Feuchtigkeit, häufiger Niederschlag
- Große Temperaturschwankungen
- Hohes Vorkommen von Oberflächen- und Grundwasser
- Erhöhte chemische, biologische und mechanische Verwitterung durch die umgebenden Pflanzen und Bäume

Überwiegend sind die Oberflächen mit Salz und einer schwarzen Kruste aus Kalzium, Magnesium, Soda, Pottasche und anderen Substanzen bedeckt.
Die Studien wurden mit Hilfe verschiedener Mikroskope und eines Spektrometers ausgeführt. Von Dezember 2010 bis November 2011 wurden monatlich Proben des Niederschlags genommen. Diese und Wasserproben des Vaphyras und anderer Gewässer wurden analysiert. Die Temperaturschwankungen der Gesteine wurde mit Infrarot-Thermometern gemessen.
Die Forscher fanden verschiedene organische und anorganische Stoffe, die die Verwitterung der Monumente beeinflussen. Der hauptsächliche Einflussfaktor für die Zersetzung des Gesteins ist jedoch das Eindringen von Wasser. In Verbindung mit Wärme und Kälte sorgt es für verringerten Zusammenhalt der Oberflächenstruktur und führt so zur Instabilität des antiken Baumaterials.

## Archäologische Einrichtungen

### Der archäologische Park

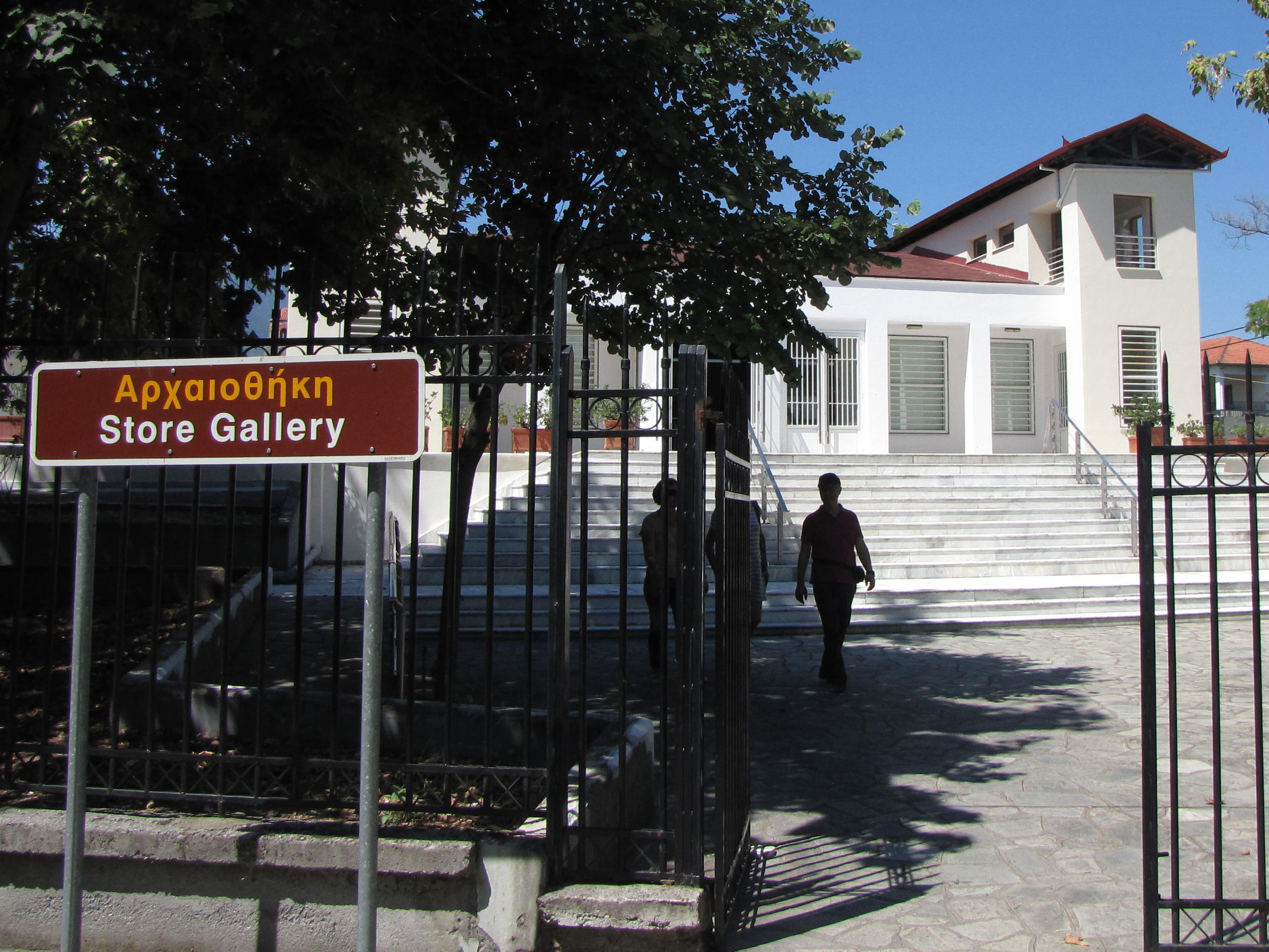
Archäotheke

Der Park hat eine Fläche von 150 Hektar, wovon fast 50 Hektar auf das Stadtgebiet und rund 50 Hektar auf die Heiligtümer entfallen. Die restliche Fläche ist archäologisch noch nicht erforscht. Im ehemaligen Stadtgebiet wurden bisher Wohnhäuser, ein Marktplatz, öffentliche Gebäude, Kirchen, Badehäuser, Läden, Werkstätten und Toilettenanlagen gefunden. Außerhalb des Stadtgebiets liegen die Heiligtümer, die Theater und der Friedhof.

### Das archäologische Museum
Einen halben Kilometer westlich des archäologischen Parks, im modernen Ort Dion, steht das 1983 erbaute archäologische Museum. In ihm werden die Fundstücke nach Fundorten sortiert ausgestellt. Im ersten Stock befinden sich auch Exponate aus Pydna und anderen archäologischen Stätten Pierias. In einem kleinen Kino werden die Besucher audiovisuell über Ausgrabungen informiert.

### Die Archäotheke
Eigens für die Ausstellung des Dionysosmosaiks wurde direkt hinter dem Museum, auf der westlichen Seite, ein Gebäude errichtet. Im Obergeschoss führt eine Galerie um das Mosaik herum, so dass der Besucher es aus allen Perspektiven betrachten kann. In Vitrinen werden kürzlich in Dion und Umgebung gefundene Exponate ausgestellt.

## Der archäologische Spaziergang
Jährlich findet im Rahmen des Olympos-Festivals der archäologische Spaziergang statt. Lehrende der Aristoteles-Universität Thessaloniki führen durch den archäologischen Park und informieren über verschiedene Themen, die das antike Dion berühren. Der Bogen spannt sich von der griechischen Mythologie über das Königreich Makedonien und die einzelnen Sehenswürdigkeiten des Parks bis hin zum täglichen Leben zu Zeiten Alexanders des Großen. In das Programm eingebettet ist die Aufführung eines kurzen Theaterstücks oder die Rezitation antiker Texte.

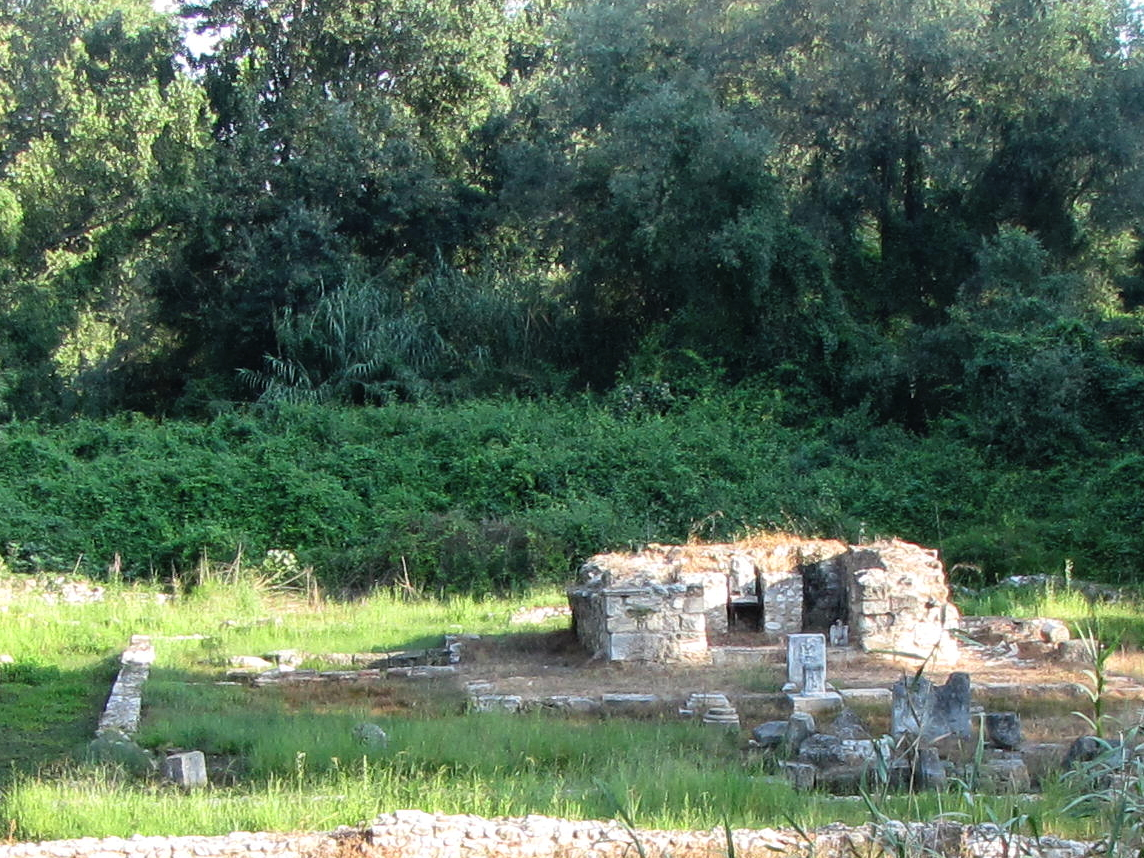
Heiligtum des Zeus Hypsistos
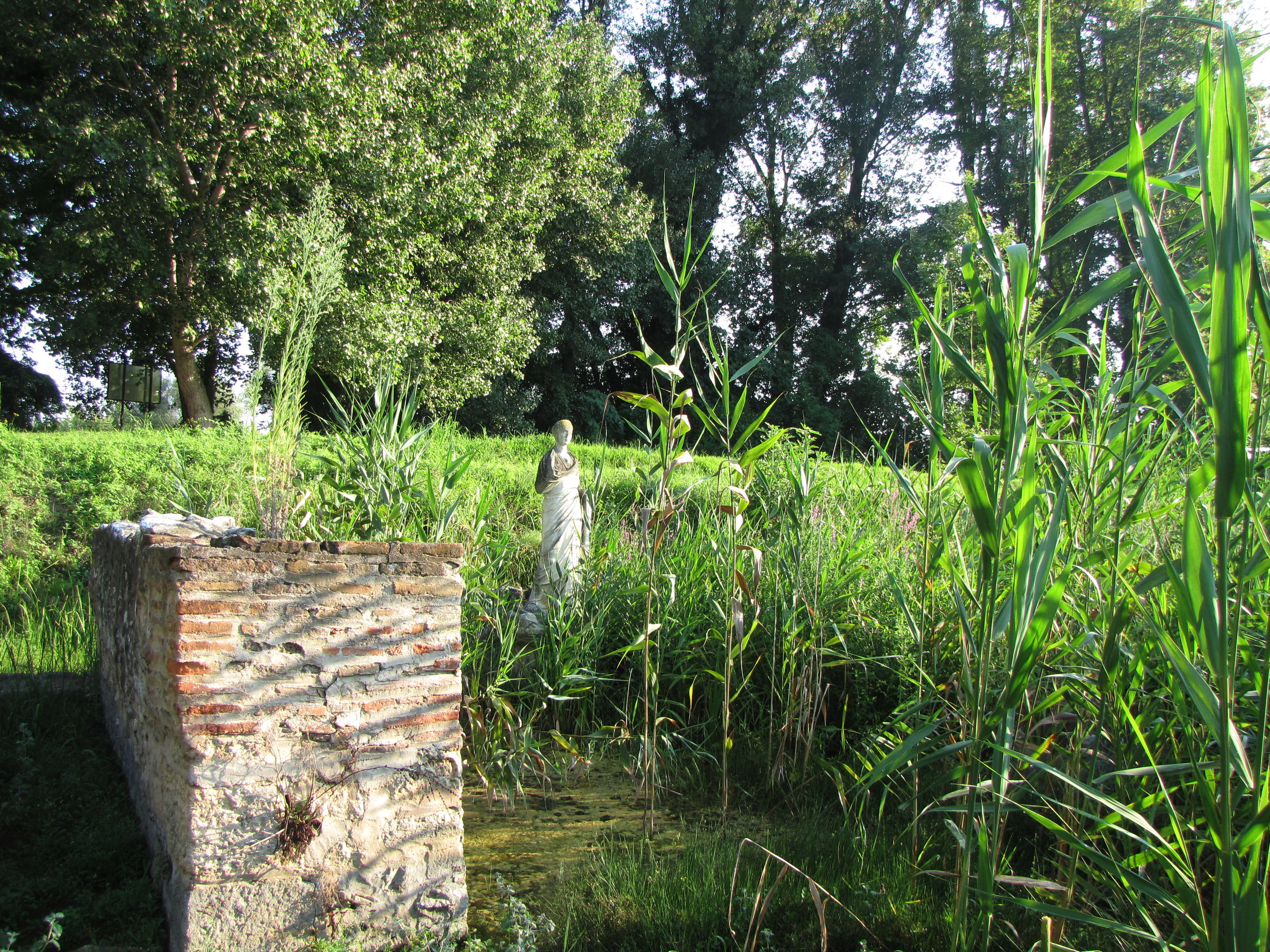
Isis Heiligtum
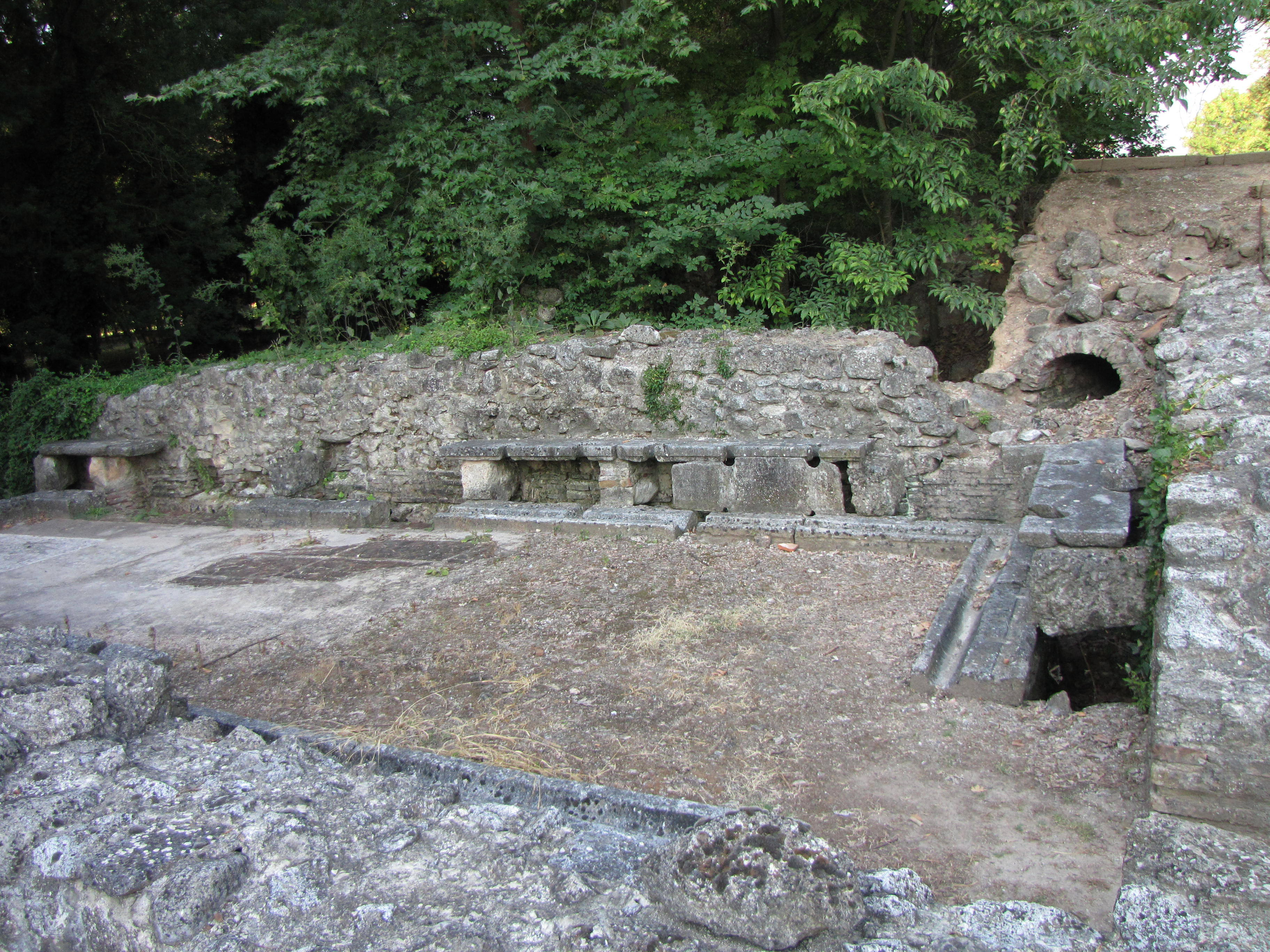
Öffentliche Toiletten